# 17. Juni
Der 17. Juni ist der 168. Tag des gregorianischen Kalenders (der 169. in Schaltjahren), somit bleiben 197 Tage bis zum Jahresende.

## Ereignisse

### Politik und Weltgeschehen
- 0362: Der römische Kaiser Julian erlässt das Rhetorenedikt, wonach die Einstellung eines Lehrers von der Curia und dem Kaiser zu beurteilen ist. De facto wird christlichen Lehrern damit untersagt, an öffentlichen Schulen zu unterrichten.
- 1063: Der „Goslarer Rangstreit“ eskaliert zu einem Blutbad im Goslarer Stift St. Simon und Judas.

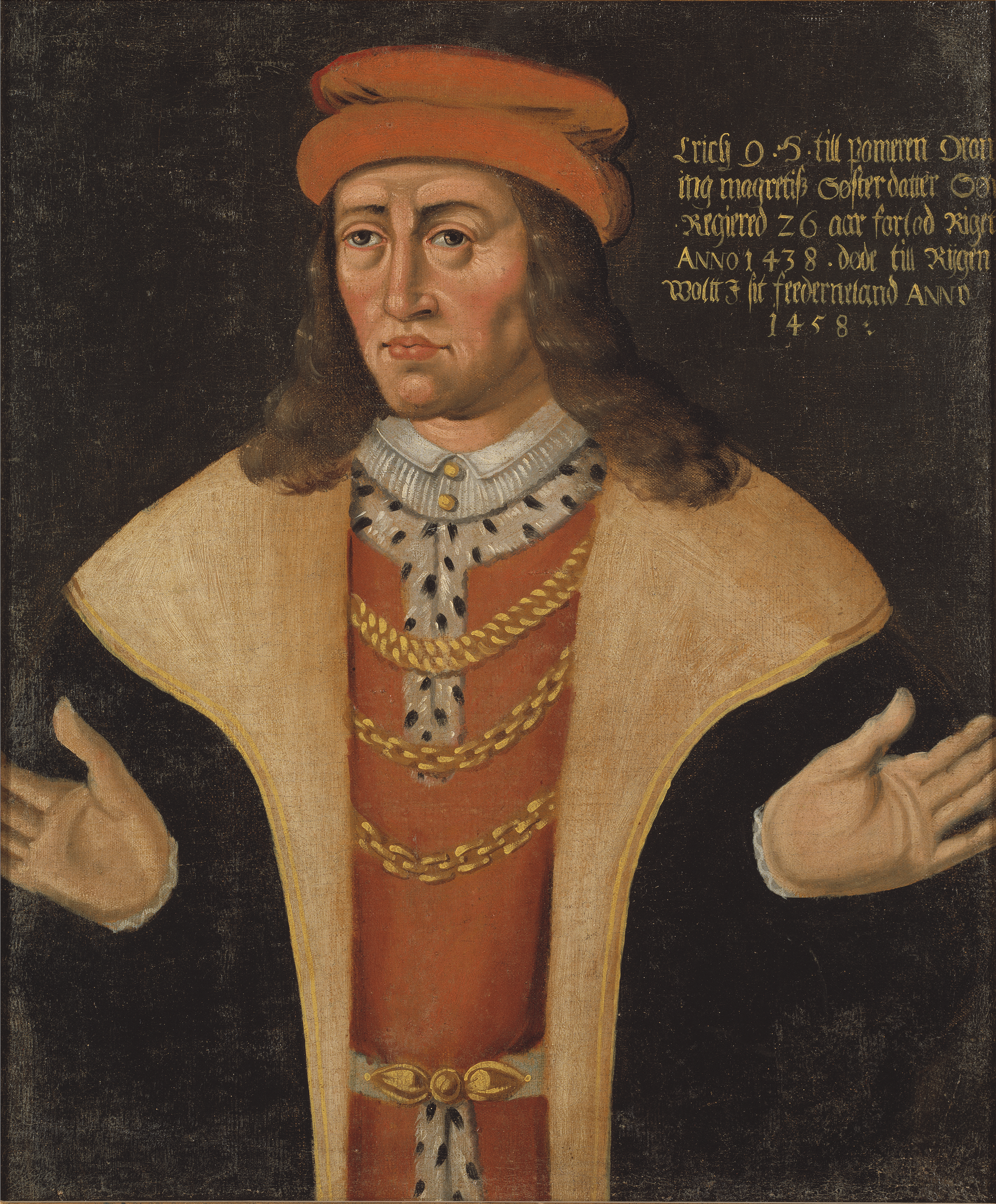
1397: Erik VII.

- 1397: Mit der Krönung Eriks VII. zum gemeinsamen König von Dänemark, Norwegen und Schweden in Kalmar wird die Kalmarer Union gebildet.
- 1405: In der Schlacht am Stoss während der Appenzellerkriege besiegen die Appenzeller die Habsburger. Gleichzeitig besiegt auch das verbündete St. Gallen habsburgische Truppen im Gefecht bei Rotmonten.
- 1429: Nach der zweitägigen Schlacht um Beaugency gegen eine englische Besatzung bekommt im Hundertjährigen Krieg eine von Jeanne d’Arc und Herzog Johann II. von Alençon angeführte Streitmacht einen weiteren Übergang über die Loire unter Kontrolle.
- 1462: Bei Târgoviște überfällt die kleine walachische Armee unter Fürst Vlad III. Drăculea nachts das Lager ihrer zahlenmäßig überlegenen türkischen Feinde, scheitert aber mit der Gefangennahme Sultan Mehmeds II.
- 1497: In der Schlacht von Deptford Bridge besiegen die königlichen Truppen Heinrichs VII. eine Armee kornischer Aufständischer.
- 1579: Sir Francis Drake erhebt im Laufe seiner Weltumsegelung für England Anspruch auf ein Land, das er Nova Albion (das heutige Kalifornien) nennt.
- 1715: Im Hardtwald wird der Grundstein für das Schloss Karlsruhe und damit der Stadt Karlsruhe gelegt.

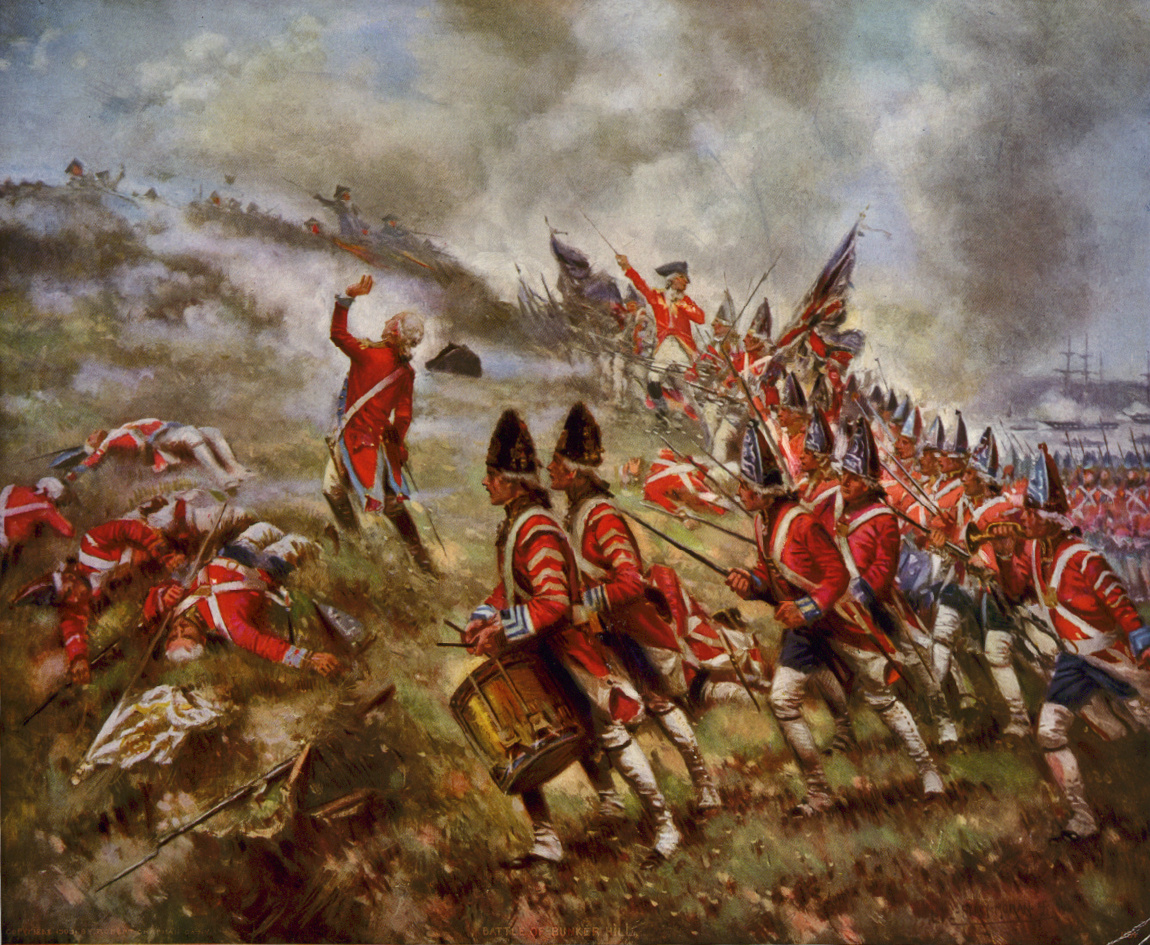
1775: Schlacht von Bunker Hill

- 1775: Bei der Belagerung von Boston kommt es im Amerikanischen Unabhängigkeitskrieg zur Schlacht von Bunker Hill.
- 1789: In der von König Ludwig XVI. einberufenen Ständeversammlung erklärt sich der Dritte Stand zur Nationalversammlung, ein Akt der Vorrevolution in Frankreich.
- 1813: Das Lützowsche Freikorps des preußischen Majors Ludwig Adolf Wilhelm Freiherr von Lützow wird bei Kitzen nahe Leipzig von den Truppen Napoleons I. fast vollständig vernichtet.
- 1842: Die britischen Diplomaten Charles Stoddart und Arthur Conolly werden in Buxoro als angebliche Spione enthauptet.
- 1876: Ein Überraschungsangriff von 1500 Lakota- und Cheyenne-Kriegern in der Schlacht am Rosebud Creek auf etwa 1000 Soldaten der US-Armee unter Befehl des Generals George Crook bringt den vom Häuptling Crazy Horse geführten Indianern Erfolg.
- 1877: In der Schlacht am White Bird Canyon gewinnen Indianer vom Stamm der Nez Percé gegen eine Einheit der US-Armee.

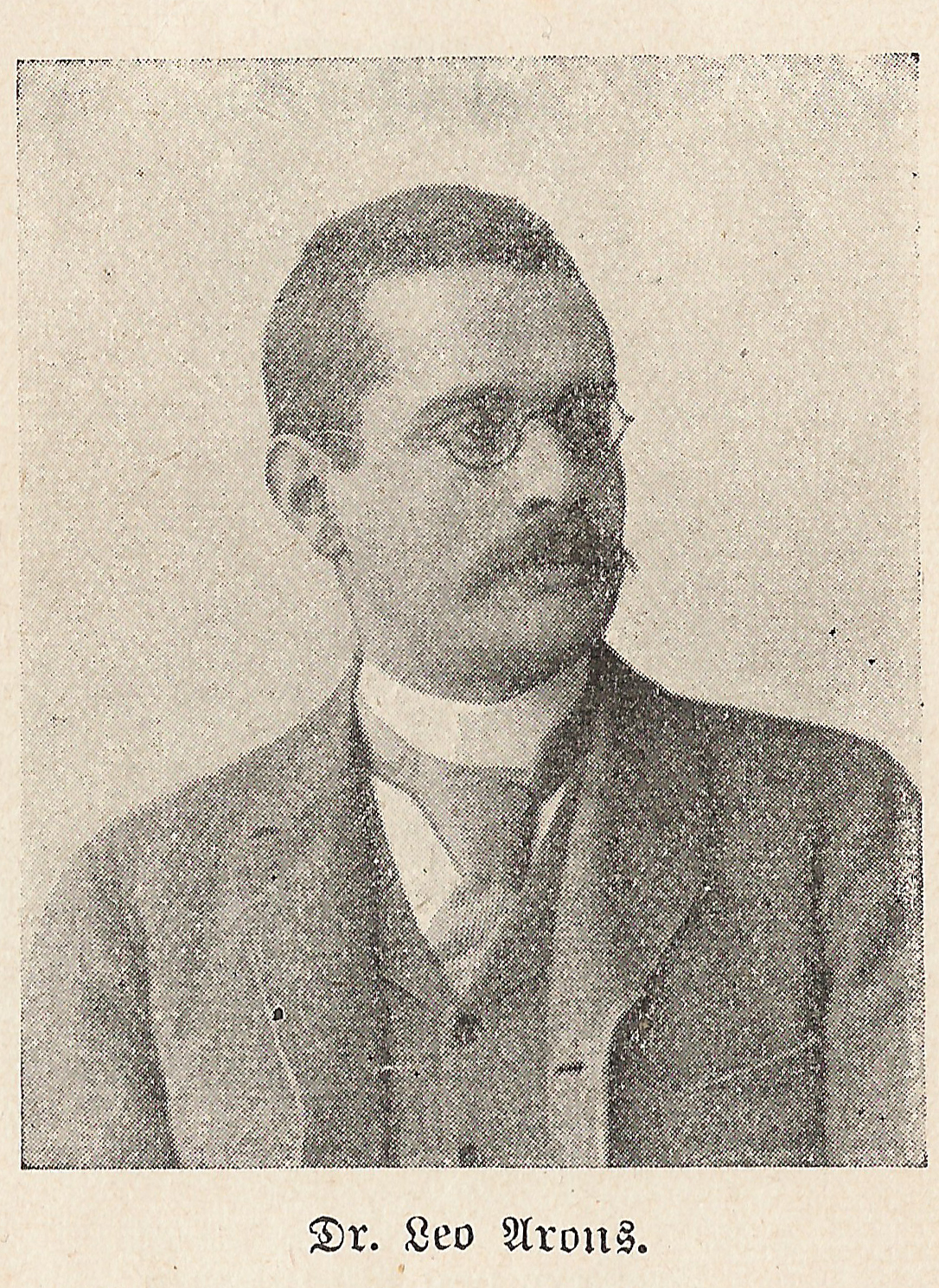
1898: Leo Arons

- 1898: Das Preußische Abgeordnetenhaus beschließt ein Gesetz (Lex Arons), das Sozialdemokraten das akademische Lehramt an Hochschulen verweigert. Damit gelingt es nach einigen Monaten, den Privatdozenten Leo Arons von der Berliner Königlichen Hochschule zu entfernen.
- 1900: Truppeneinheiten der Vereinigten acht Staaten erobern während des Boxeraufstands die strategisch bedeutsamen Taku-Forts an der Mündung des Flusses Hai He.
- 1901: In Berlin beginnt die II. Orthographische Konferenz, auf der unter Beteiligung von Konrad Duden Beratungen über die Einheitlichkeit der deutschen Rechtschreibung stattfinden. Am Ende der Konferenz einigen sich die Beteiligten auf ein amtliches Regelwerk für den Behördengebrauch.
- 1925: Das Genfer Protokoll zur Ächtung von chemischen und biologischen Waffen wird unterzeichnet.
- 1934: Die Frankfurter Zeitung druckt in ihrer Abendausgabe die vom deutschen Vizekanzler Franz von Papen gehaltene regimekritische Marburger Rede vom selben Tag ab. Diese Ausgabe wird beschlagnahmt, jede weitere Veröffentlichung des Textes von Propagandaminister Joseph Goebbels verboten.
- 1940: Sowjetische Truppen besetzen Estland, Lettland und Litauen.
- 1940: Deutsche Bomber versenken vor der französischen Küste bei Saint-Nazaire den zur Evakuierung britischer Truppen aus Frankreich eingesetzten Passagierdampfer Lancastria mit etwa 6000 Menschen an Bord. Die Angaben über die Anzahl der Opfer schwanken zwischen 2000 und 4000 Toten. Es handelt sich um den verlustreichsten Schiffsuntergang der britischen Geschichte, der jedoch auf Befehl Winston Churchills zunächst geheim gehalten wird.
- 1944: Im isländischen Þingvellir wird nach einer Volksabstimmung die Republik Island ausgerufen und damit die Union mit Dänemark beendet.
- 1945: In Köln wird die rheinische CDU gegründet.

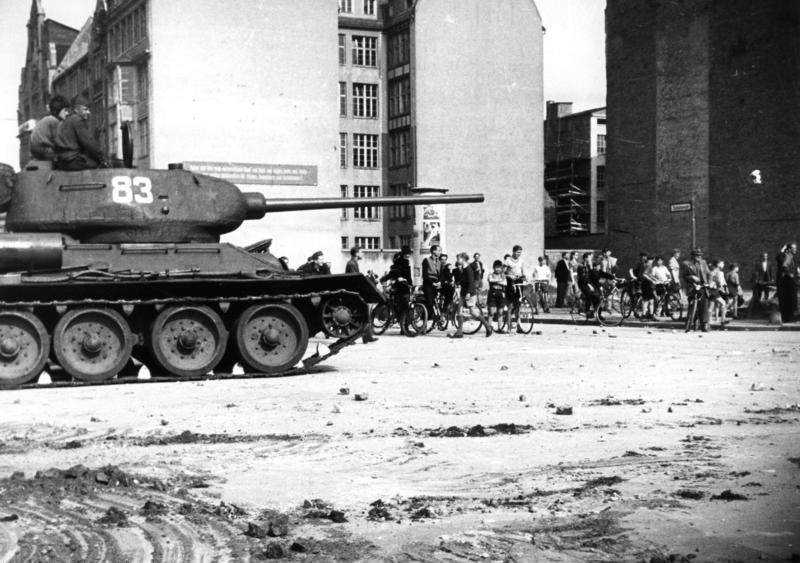
1953: Volksaufstand in der DDR

- 1953: Unzufriedenheit mit dem herrschenden Regime führt zum Volksaufstand in der DDR, den die Deutsche Volkspolizei und sowjetische Truppen niederschlagen. Mindestens 55 Menschen sterben, etwa 1600 werden zu Haftstrafen verurteilt.
- 1954: In Anlehnung an die Ereignisse des Vorjahres wird in Westdeutschland erstmals der Tag der deutschen Einheit begangen. Bis 1990 bleibt der 17. Juni ein nationaler Feiertag.
- 1959: Bei der Präsidentschaftswahl in Irland gewinnt Éamon de Valera als Kandidat der Fianna Fáil, und wird das dritte Staatsoberhaupt des Landes.

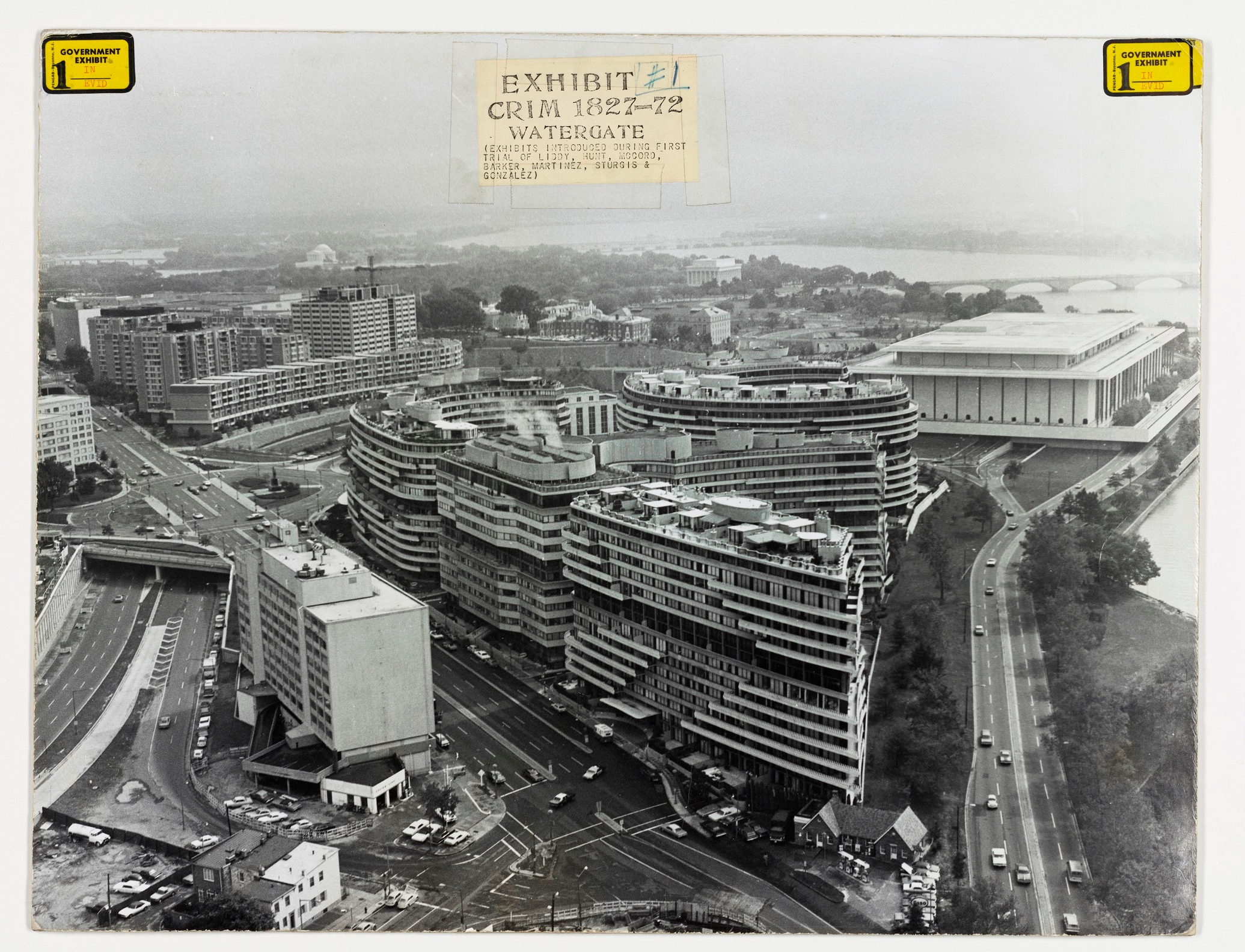
1972: Der Watergate-Gebäudekomplex

- 1972: Fünf Männer werden bei einem Einbruch in das Hauptquartier der Demokratischen Partei im Watergate-Gebäude in Washington, D.C. festgenommen. Damit beginnt die Watergate-Affäre.
- 1991: Helmut Kohl (deutscher Bundeskanzler), Hans-Dietrich Genscher (deutscher Bundesaußenminister), Jan Krzysztof Bielecki (Ministerpräsident Polens) und Krzysztof Skubiszewski (polnischer Außenminister) unterzeichnen in Bonn den Deutsch-polnischen Nachbarschaftsvertrag und das Abkommen über die Gründung des Deutsch-Polnischen Jugendwerks.
- 1993: Mudschahedinführer Gulbuddin Hekmatyār wird afghanischer Premierminister.

### Wirtschaft
- 1902: In Tianjin wird die erste chinesischsprachige Zeitung Ta Kung Pao (Große Allgemeine Zeitung) gegründet.

1908: Segmentanzeige

- 1908: Der US-amerikanische Erfinder Frank W. Wood beantragt Patentschutz für eine elektrische Segmentanzeige.
- 1914: Der Hohenzollernkanal (heute Oder-Havel-Kanal) wird von Kaiser Wilhelm II. der Öffentlichkeit zur Nutzung übergeben. Die Schifffahrtsstraße verbindet Havel und Oder.
- 1937: In Berlin beschließen Vertreter der IG Farben, Royal Dutch Shell und Standard Oil of New Jersey die Gründung einer Gesellschaft zum Bau der Hydrierwerke Pölitz, der damals größten deutschen Treibstoffwerke.
- 1943: Der in Argentinien lebende ungarische Emigrant László József Bíró erhält ein US-Patent auf den von ihm entwickelten Kugelschreiber.

### Wissenschaft und Technik
- 1875: Die Bahnstrecke Berlin–Dresden geht in Betrieb.
- 1911: Die Universität Island wird in Reykjavík gegründet.
- 1961: Das Kernkraftwerk Kahl geht als erster Atommeiler in Deutschland ans öffentliche Stromnetz.
- 1963: Der ASCII-Code wird veröffentlicht.
- 1970: Land Rover stellt mit dem Range Rover erstmals einen Geländewagen mit permanentem Allradantrieb der Öffentlichkeit vor.
- 1985: Das Space Shuttle Discovery startet zur Mission STS-51-G in den erdnahen Orbit. Als Nutzlastspezialist ist mit Sultan bin Salman bin Abdulaziz Al Saud der erste arabische Raumfahrer an Bord. Der saudi-arabische Prinz ist seither jüngster Astronaut der NASA.
- 2006: Der Hsuehshan-Tunnel, mit knapp 13 Kilometern Länge einer der längsten Autotunnel der Welt, wird in Taiwan eröffnet.

### Kultur

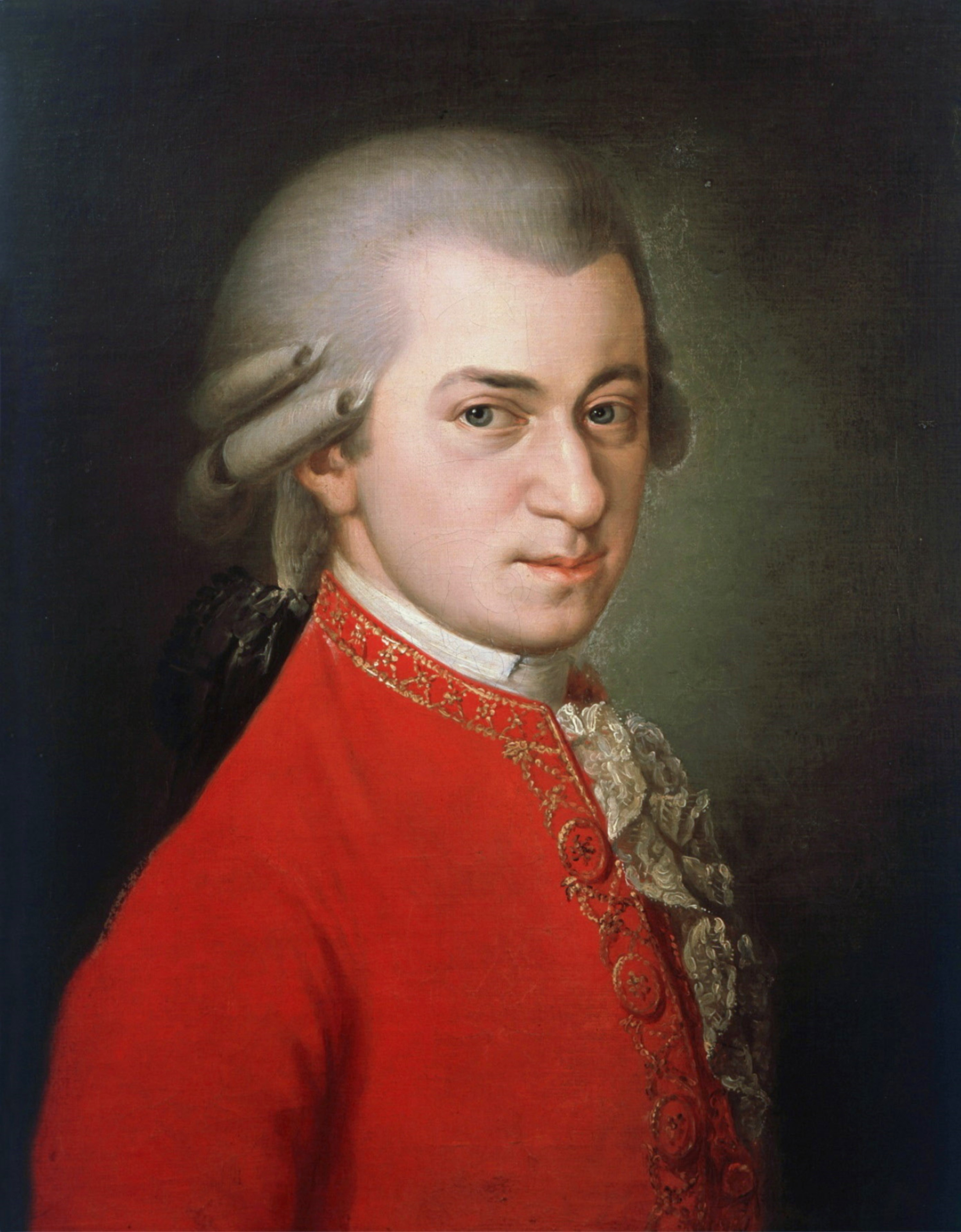
1791: Wolfgang Amadeus Mozart

- 1791: Wolfgang Amadeus Mozart komponiert sein Ave verum.
- 1814: Der Botanische Garten Darmstadt entsteht, nachdem Großherzog Ludwig I. der Trockenlegung des Darmbachs und einer damit geänderten Geländenutzung zustimmt.
- 1843: Das Bunker Hill Monument wird feierlich eingeweiht. Es erinnert an die Schlacht im Jahr 1775 im Amerikanischen Unabhängigkeitskrieg. Das Heranschaffen des Baustoffs für den Obelisken geschah mit der eigens dafür errichteten Granite Railway.
- 1862: Württembergs König Wilhelm I. genehmigt den Aufbau einer Staatssammlung für vaterländische Kunst- und Altertumsdenkmale in Stuttgart – das heutige Landesmuseum Württemberg.

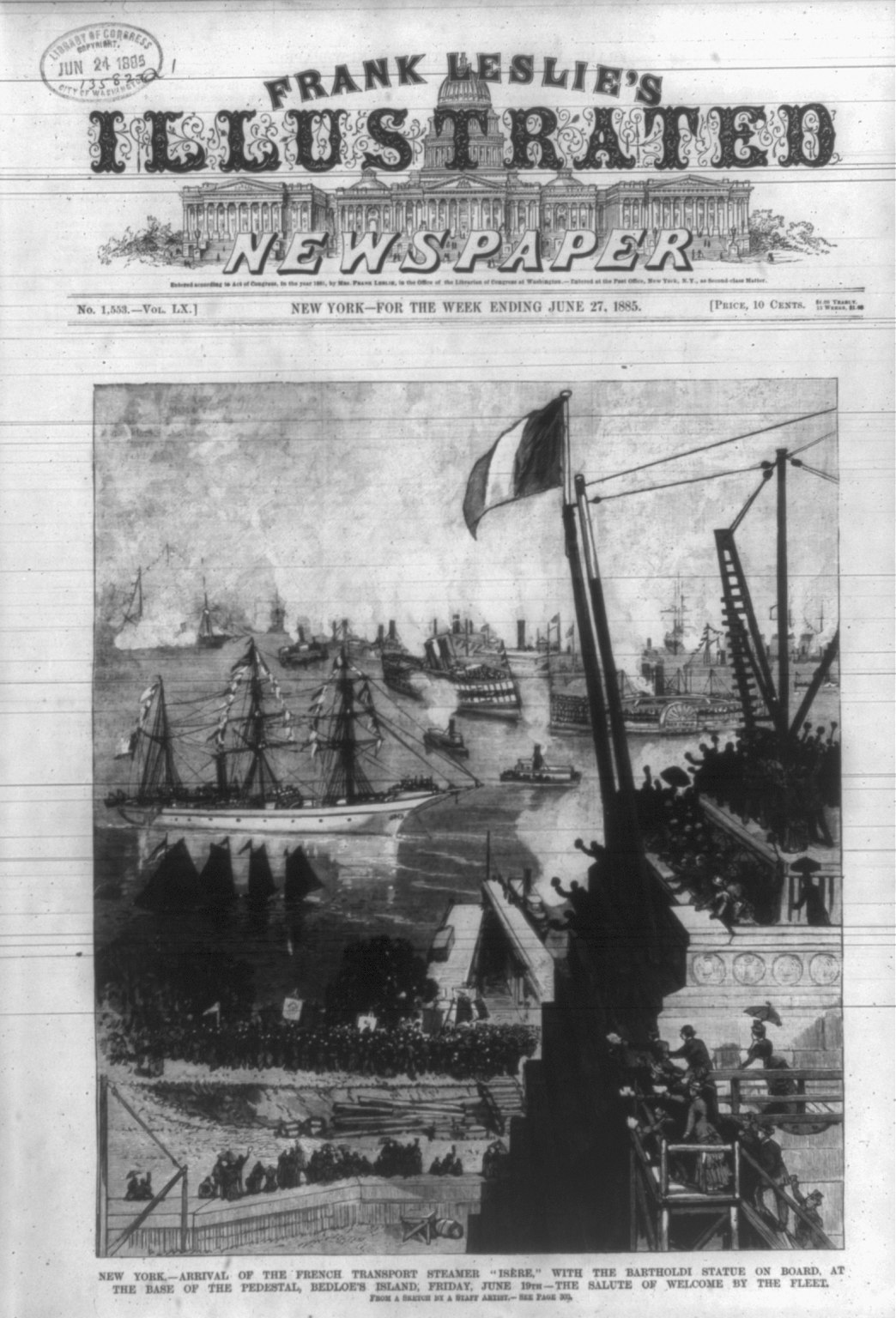
1885: Bericht über die Ankunft der Freiheitsstatue

- 1885: Die Freiheitsstatue, ein Geschenk Frankreichs an die USA, kommt im Hafen von New York an.
- 1923: In Bad Schmiedeberg wird vom Bund Deutscher Radfahrer das Bundesdenkmal des Bundes Deutscher Radfahrer eingeweiht.
- 1924: Uraufführung der Oper Abenteuer des Casanova von Volkmar Andreae in Dresden.
- 1956: Uraufführung der Oper Der Sturm von Frank Martin an der Staatsoper in Wien.
- 1970: Im Beethovensaal des Konzerthauses Stuttgarter Liederhalle wird die Neufassung des weltlichen Oratoriums Der große Kalender von Hermann Reutter mit einem Massenaufgebot an Chören uraufgeführt. Damit wurde der Komponist vom Süddeutschen Rundfunk zu seinem 70. Geburtstag geehrt.
- 1983: Uraufführung der Oper A Quiet Place von Leonard Bernstein in Houston.

### Gesellschaft
- 1608: Das Vogelstaken wird in Lohne erstmals urkundlich erwähnt. Somit gilt der 17. Juni 1608 als Gründungstag des Schützenvereins Lohne.

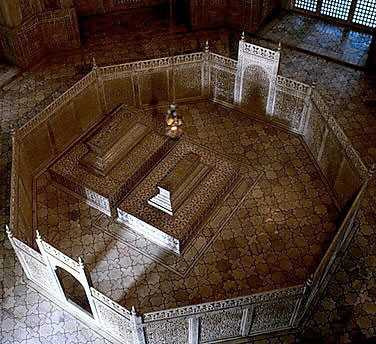
1631: Grab von Mumtaz Mahal im Taj Mahal

- 1631: Mumtaz Mahal stirbt bei der Geburt ihres 14. Kindes. Ihr Mann, der indische Großmogul Shah Jahan, lässt mit der Errichtung eines Grabmals für sie beginnen. Die Errichtung des Taj Mahal dauert bis 1648.
- 1837: Der erste deutsche Tierschutzverein wird durch Albert Knapp gegründet.
- 1939: Der wegen sechsfachen Mordes verurteilte Eugen Weidmann wird in Versailles als letzter Straftäter in Frankreich mit der Guillotine öffentlich hingerichtet. Premierminister Édouard Daladier verfügt am 24. Juni wegen des aufgetretenen Rummels, Hinrichtungen künftig hinter Gefängnismauern zu vollstrecken.
- 1960: Das indigene Volk der Nez Percé erhält nach einer Klage im Gerichtsurteil eine Entschädigung von über 4,15 Millionen US-Dollar durch die USA zugesprochen. Grund sind zwangsweise Landabtretungen an die US-Regierung im Jahr 1863 zu einem zu niedrigen Preis.
- 1994: Der American-Football-Star O. J. Simpson wird unter Mordverdacht verhaftet.
- 2008: Zum zweiten Mal findet die Kampagne „Dein Tag für Afrika“ von Aktion Tagwerk statt. Bundesweit engagieren sich 200.932 Schülerinnen und Schüler für Gleichaltrige in Afrika.

### Religion

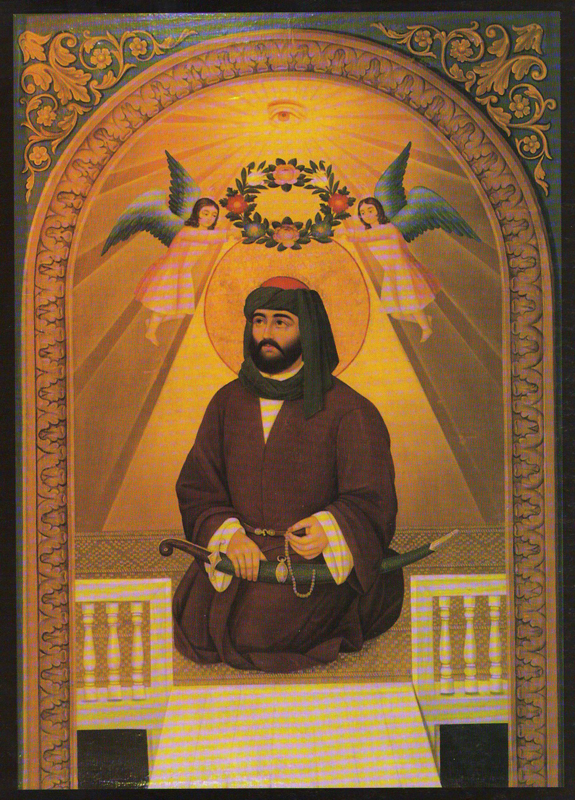
656: ʿAlī ibn Abī Tālib

- 0656: ʿAlī ibn Abī Tālib, der Schwiegersohn des Propheten Mohammed, wird zum vierten Kalifen gewählt. Teile der Muslime, an ihrer Spitze der syrische Statthalter Muʿāwiya I., lehnen ihn jedoch ab, weil eine Verstrickung Alis in die Ermordung seines Vorgängers ʿUthmān vermutet wird. Die Meinungsverschiedenheiten münden letztlich in die Abspaltung der Schiiten.
- 1722: Die protestantische Glaubensbewegung Herrnhuter Brüdergemeine wird gegründet.
- 1773: Die russische Zarin Katharina II. verspricht in einem Toleranzedikt das Dulden aller religiöser Bekenntnisse, nimmt davon aber Juden aus, die nach der ersten Teilung Polens in ihren Machtbereich geraten sind.
- 1894: In Berlin wird der Grundstein für den Neubau des Berliner Doms von Julius Carl Raschdorff gelegt.
- 1986: Die Himmlischen Kicker werden gegründet und bestreiten ihr erstes Benefizspiel in Boren zu Gunsten von Brot für die Welt.
- 1987: In Frankfurt am Main beginnt der 22. Deutsche Evangelische Kirchentag. Bis zum 21. Juni versammeln sich über 125.000 Teilnehmer unter dem Motto „Seht, welch ein Mensch.“ (Joh 19,5 LUT)

### Katastrophen
Kleinere Unglücksfälle sind in den Unterartikeln von Katastrophe und in der Liste von Katastrophen aufgeführt.

### Sport

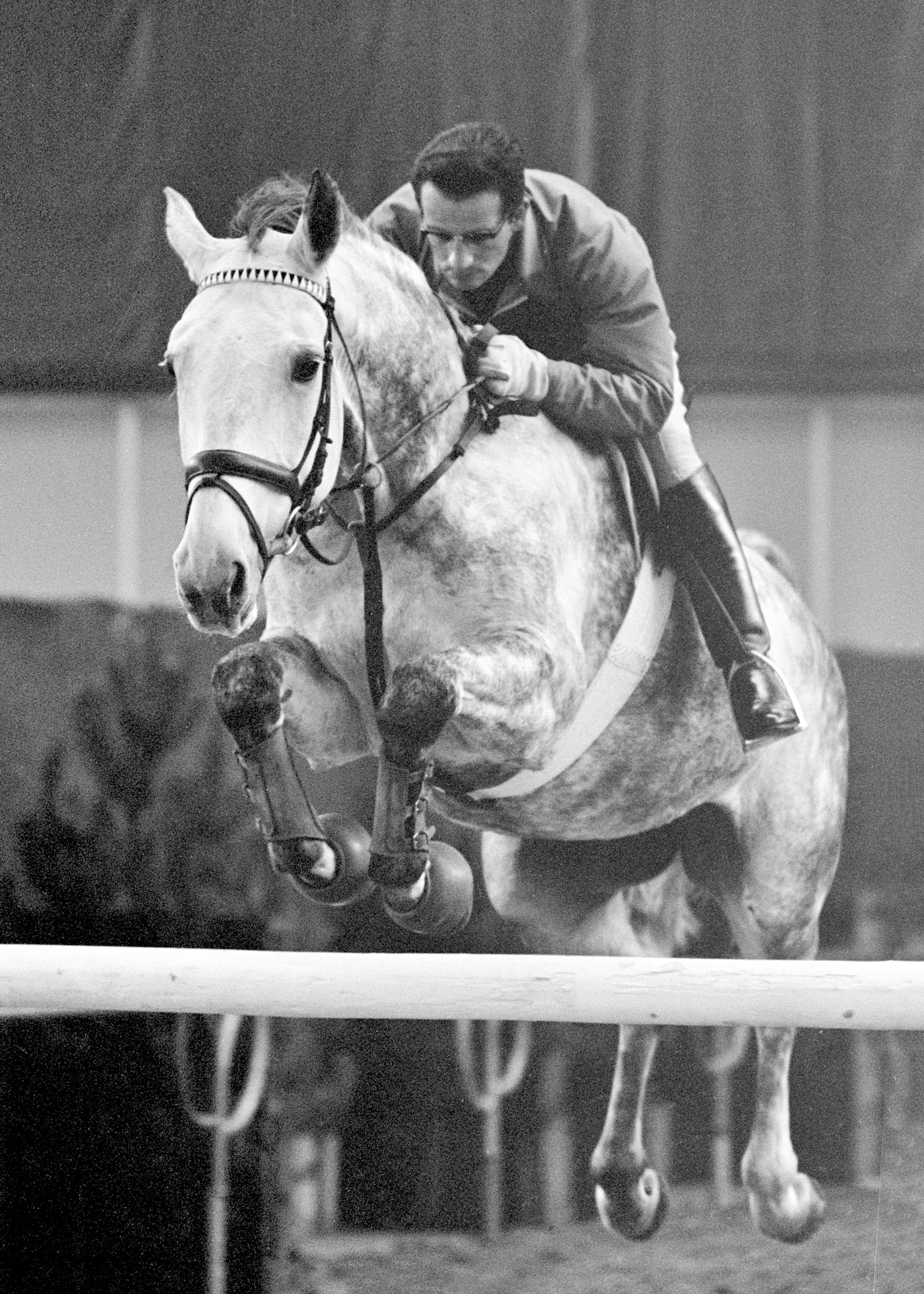
1956: Hans Günter Winkler

- 1956: Hans Günter Winkler gewinnt trotz eines Muskelrisses im ersten Umgang mit dem Pferd Halla den Wettkampf im Springreiten bei den Olympischen Spielen in Stockholm.
- 1962: Die Brasilianische Fußballnationalmannschaft besiegt im Finale der Fußball-Weltmeisterschaft 1962 die Tschechoslowakei mit 3:1. Es ist der zweite WM-Titel Brasiliens.
- 1965: Der türkische Fußballverein Sakaryaspor wird gegründet.
- 1969: An seinem 40. Geburtstag verliert der seit 1963 amtierende Weltmeister im Schach, Tigran Petrosjan, den Titel an Boris Wassiljewitsch Spasski.
- 1970: Während der Fußball-WM in Mexiko kommt es im Aztekenstadion zum „Jahrhundertspiel“ zwischen Italien und Deutschland. Italien gewinnt die Halbfinalpartie mit 4:3 nach Verlängerung.
- 1976: Eckhard Dagge wird als erster Deutscher nach dem Zweiten Weltkrieg Profiweltmeister im Boxen (WBC, Weltergewicht).
- 1994: Beginn der Fußball-Weltmeisterschaft in den USA.
- 2008: Die Boston Celtics gewinnen in den NBA Finals gegen die Los Angeles Lakers ihren 17. NBA-Titel.

Einträge von Leichtathletik-Weltrekorden befinden sich unter der jeweiligen Disziplin unter Leichtathletik.
Einträge zu Fußballweltmeisterschaftsspielen finden sich in den Unterseiten von Fußball-Weltmeisterschaft. Das Gleiche gilt für Fußball-Europameisterschaften.

## Geboren

### Vor dem 18. Jahrhundert
- 0801: Drogo von Metz, Bischof von Metz
- 1239: Eduard I., König von England
- 1523: Kunigunde von Brandenburg-Kulmbach, Markgräfin von Baden
- 1530: François de Montmorency, Herzog von Montmorency, Gouverneur von Paris, Marschall von Frankreich
- 1552: Johann Georg, Herzog von Ohlau und Wohlau
- 1571: Thomas Mun, englischer Kaufmann und Ökonom
- 1579: Ludwig I., Fürst von Anhalt-Köthen
- 1580: Jakob Amport, Schweizer Theologe und Universitätsrektor
- 1583: Wolfgang Siegel, kurfürstlich-sächsischer Bergamtverwalter
- 1586: Gabriel Bengtsson Oxenstierna, schwedischer Staatsmann
- 1603: Josef von Copertino, italienischer Franziskaner, Heiliger

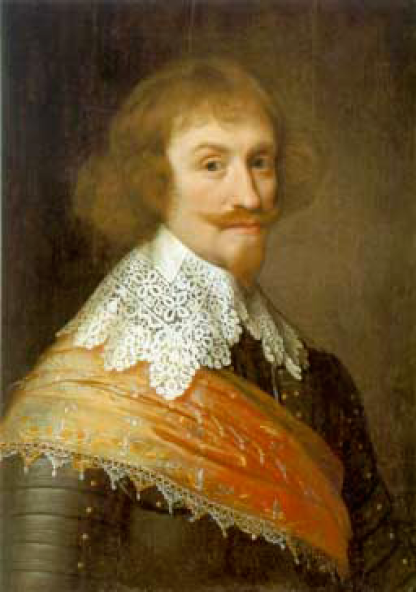
Johann Moritz von Nassau-Siegen (* 1604)

- 1604: Johann Moritz, genannt „der Brasilianer“, Fürst von Nassau-Siegen, niederländischer Feldmarschall und Staatsmann
- 1609: Johannes von Hessen-Braubach, Landgraf und Feldherr, Mitglied der Fruchtbringenden Gesellschaft
- 1625: Peder Hansen Resen, dänischer Jurist und Historiker
- 1649: John Pole, 3. Baronet, englischer Politiker
- 1660: Jan van Mieris, niederländischer Genre- und Porträtmaler
- 1666: Antonio Maria Valsalva, italienischer Anatom und Chirurg

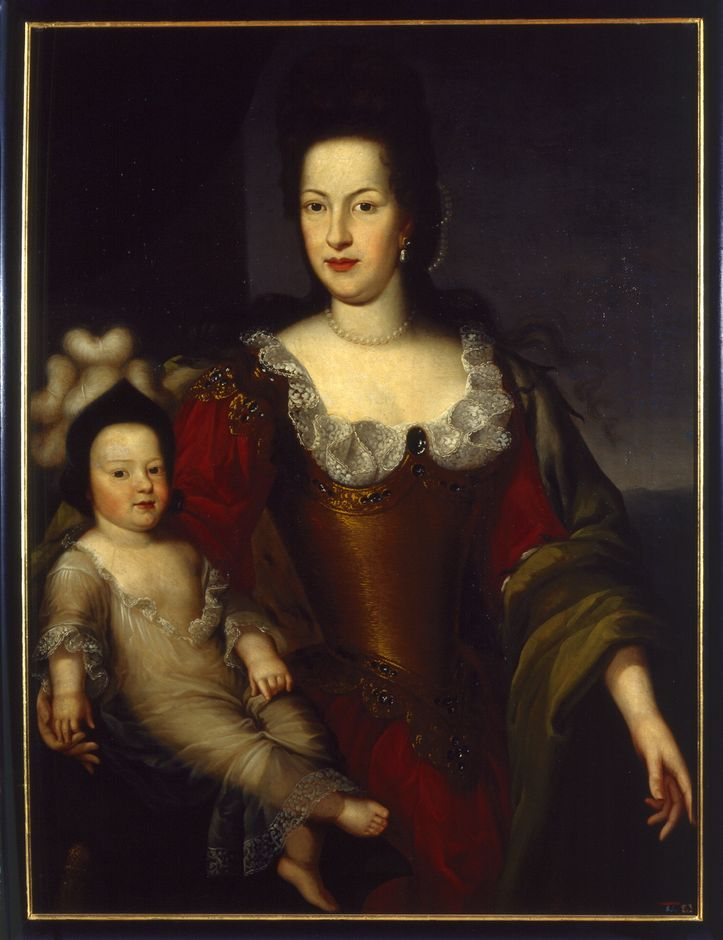
Charlotte von Hessen-Homburg (* 1672)

- 1672: Charlotte von Hessen-Homburg, Herzogin von Sachsen-Weimar
- 1681: Elias Hügel, deutsch-österreichischer Baukünstler und Bildhauer
- 1686: Johann Ulrich Giezendanner, Schweizer Goldschmied und Pietist
- 1691: Giovanni Paolo Pannini, italienischer Maler und Architekt
- 1699: François-Alexandre Aubert de La Chenaye-Desbois, französischer Schriftsteller und Kompilator

### 18. Jahrhundert
- 1712: Wilhelm Carl von Appell, preußischer Beamter
- 1713: Antonio Eugenio Visconti, Kardinal der katholischen Kirche

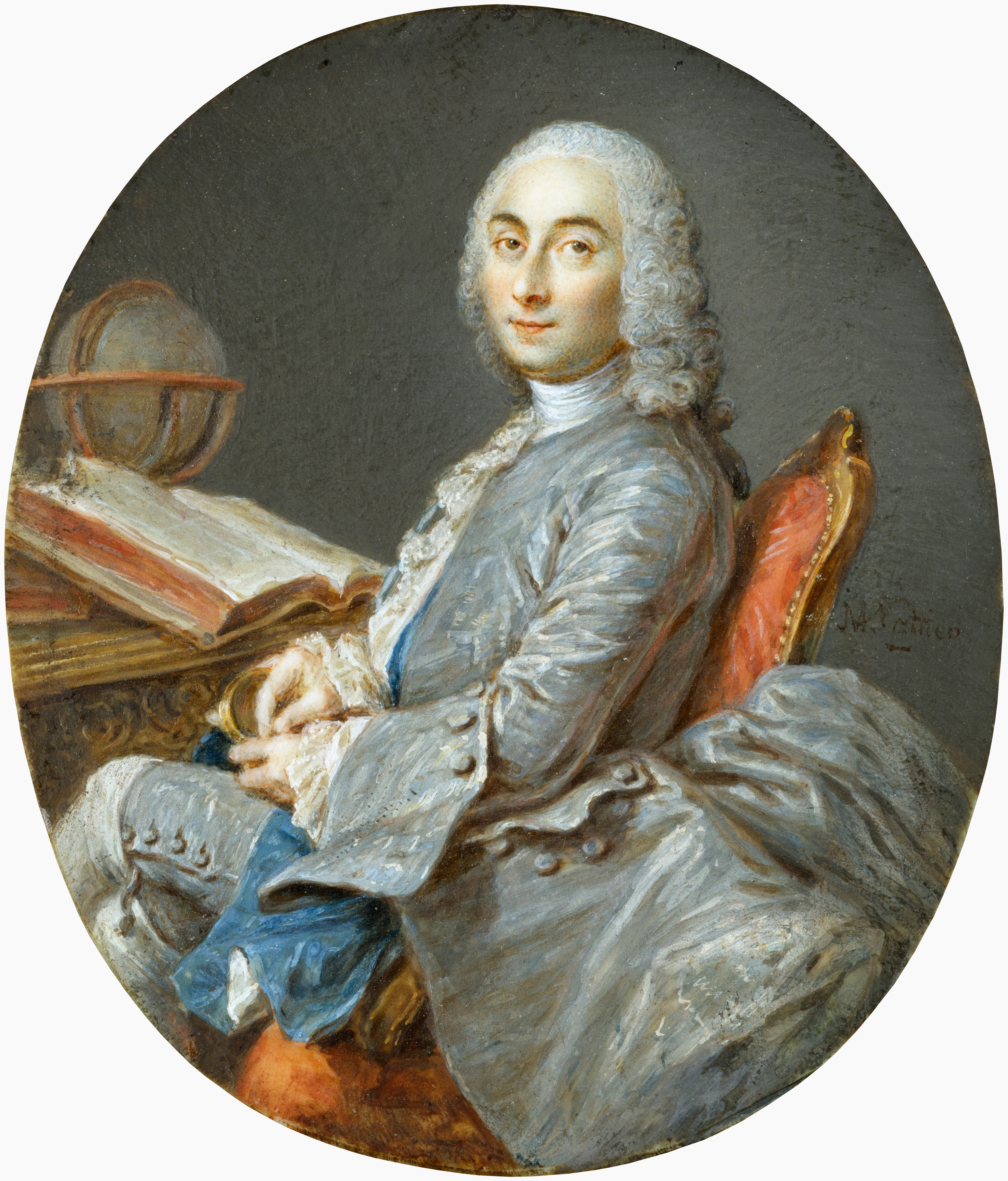
César François Cassini de Thury (* 1714)

- 1714: César François Cassini de Thury, französischer Geodät und Astronom
- 1723: Friedrich Boerner, deutscher Mediziner
- 1723: Johann Baptist Wendling, deutscher Komponist und Flötist
- 1732: Luigi Lanzi, italienischer Historiker
- 1741: Samuel Maclay, US-amerikanischer Politiker
- 1747: Pierre-Antoine Antonelle, französischer Politiker, Journalist und Revolutionär
- 1749: Arnold Nicolai Aasheim, norwegischer Arzt und Physiker
- 1753: George Nugent-Temple-Grenville, 1. Marquess of Buckingham, englischer Adeliger und Politiker

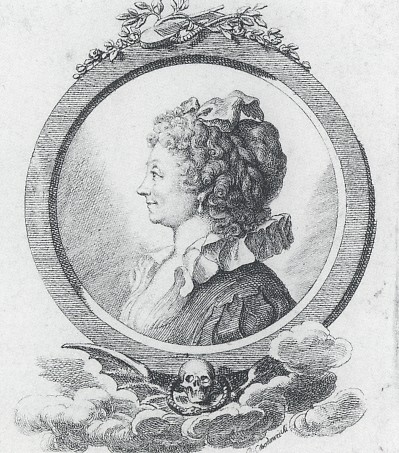
Sophie Schwarz (* 1754)

- 1754: Sophie Schwarz, deutsch-baltische Schriftstellerin
- 1765: Peter Karl Attenhofer, schweizerischer Politiker
- 1772: Martin Schrettinger, deutscher Priester und Bibliothekar
- 1778: Philipp Wilhelm van Heusde, niederländischer Philosoph, Historiker, Philologe, Bibliothekar und Rhetoriker
- 1781: Frederick Adam, britischer General und Gouverneur von Madras
- 1781: Francisco Espoz y Mina, spanischer Guerillaführer und General
- 1785: Charles Ashe à Court-Repington, britischer General
- 1797: Alexandre Vinet, Schweizer Theologe und Literaturhistoriker
- 1800: Ivar Fredrik Bredal, dänischer Komponist und Dirigent

### 19. Jahrhundert

#### 1801–1850
- 1802: Hermann Mayer Salomon Goldschmidt, deutsch-französischer Astronom und Maler
- 1805: Christian Friedrich Ludwig Buschmann, deutscher Musikinstrumentenbauer, Pionier des Mundharmonikabaus

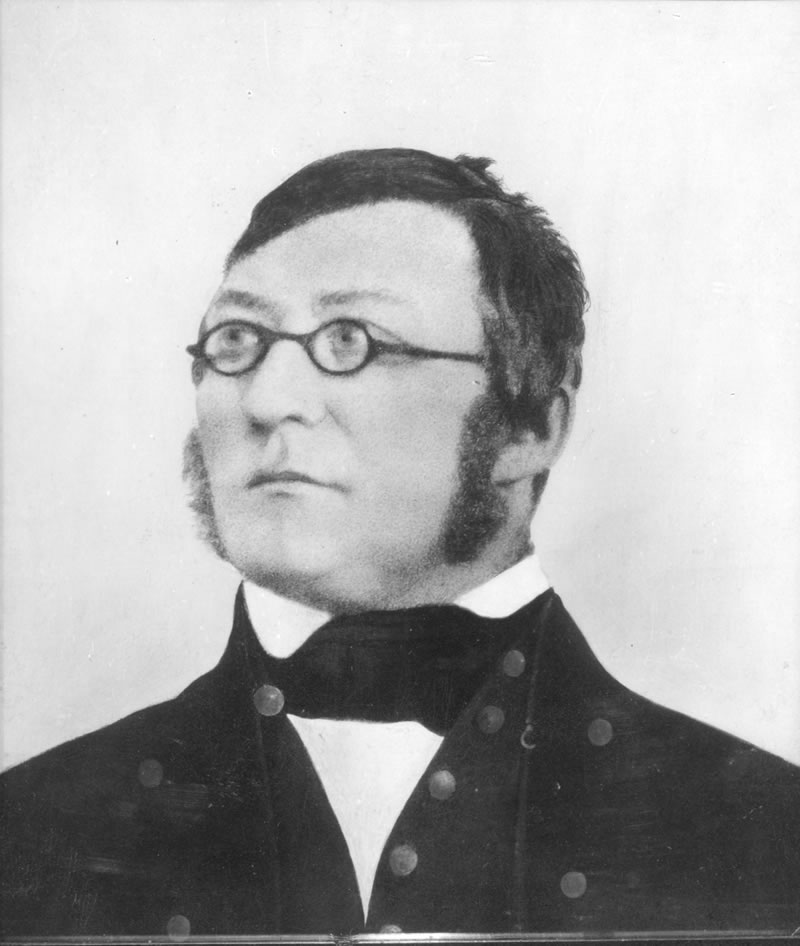
Henrik Wergeland (* 1808)

- 1808: Henrik Wergeland, norwegischer Dichter
- 1810: Ferdinand Freiligrath, deutscher Lyriker, Dichter und Übersetzer
- 1811: Adolphe d’Ennery, französischer Schriftsteller
- 1811: Jón Sigurðsson, isländischer Präsident
- 1818: Charles Gounod, französischer Komponist
- 1819: Albert Dulk, deutscher Sozialist, Revolutionär und Schriftsteller
- 1819: Rudolf Voltolini, deutscher Mediziner und HNO-Arzt
- 1828: Johan Karel Jakob de Jonge, niederländischer Historiker
- 1829: August von Miller zu Aichholz, österreichischer Industrieller, Mäzen und Privatgelehrter
- 1832: William Crookes, britischer Physiker, Chemiker und Wissenschaftsjournalist
- 1834: Georg von Schleinitz, deutscher Marineoffizier
- 1835: Eugène Borel, Schweizer Politiker und Bundesrat
- 1848: Philipp von Arenberg, deutscher Prinz, katholischer Priester und Domkapitular des Bistums Eichstätt
- 1849: Andrea Aiuti, italienischer Kurienkardinal
- 1850: Friedrich Wilhelm zu Ysenburg und Büdingen, deutscher Standesherr

#### 1851–1900

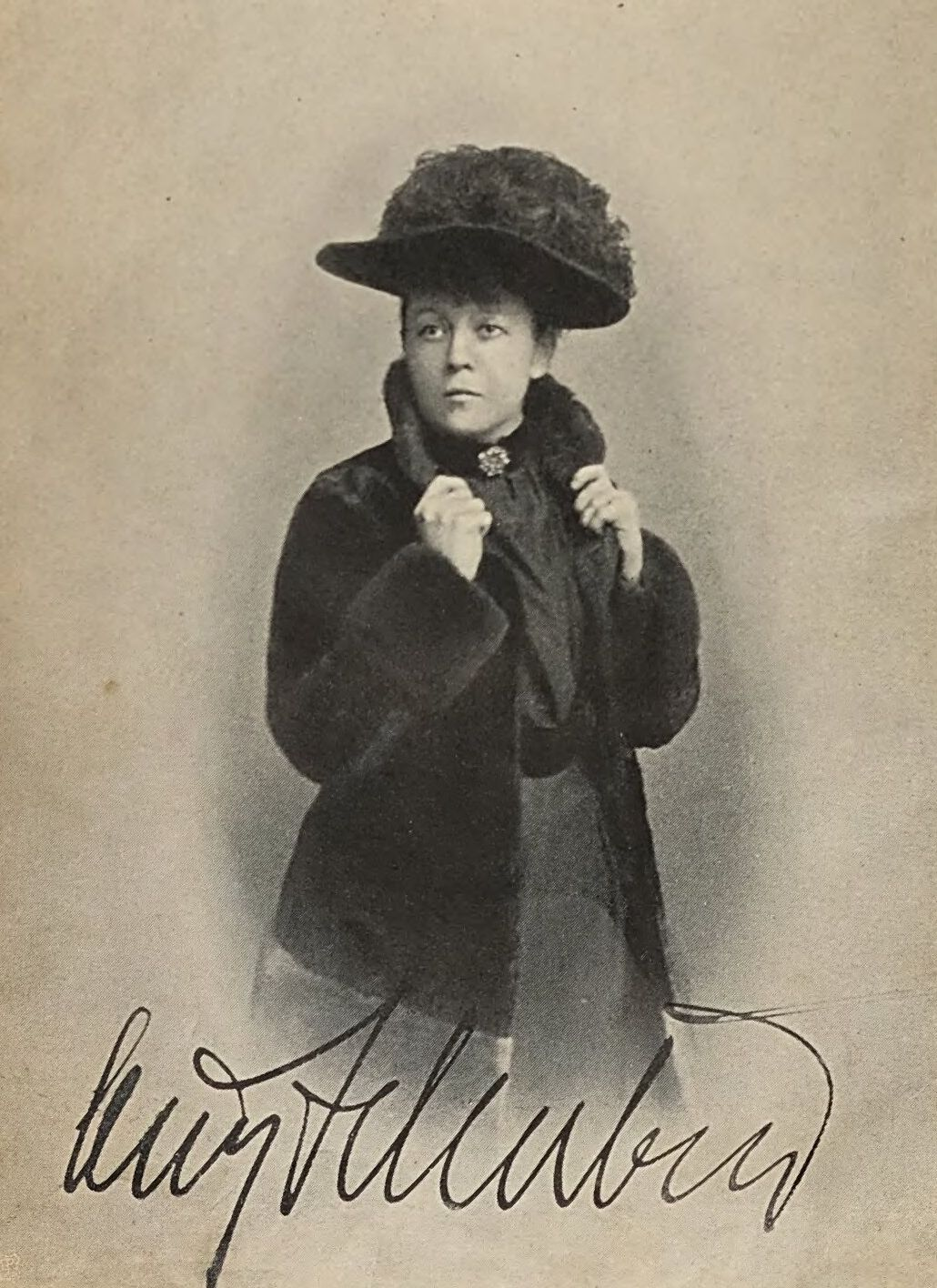
Ossip Schubin (* 1854)

- 1854: Ossip Schubin, tschechisch-deutsche Schriftstellerin
- 1856: Franz Roubaud, russischer Maler

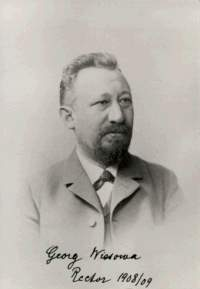
Georg Wissowa (* 1859)

- 1859: Georg Wissowa, klassischer Philologe
- 1861: Sidney Jones, britischer Komponist und Dirigent
- 1861: Wilhelm Robert Nessig, deutscher Lehrer und Geologe
- 1861: Georg von Prittwitz und Gaffron, deutscher Offizier und Afrikaforscher
- 1863: Ernest R. Ackerman, US-amerikanischer Politiker, Mitglied des Repräsentantenhauses für New Jersey
- 1863: Charles Eugene Lancelot Brown, Schweizer Maschinenkonstrukteur
- 1865 oder 1866: Susan La Flesche Picotte, amerikanische Sozialreformerin und Ärztin
- 1867: Wilhelm Auspitzer, österreichischer Redakteur und Drehbuchautor
- 1867: Henry Lawson, australischer Autor und Poet
- 1869: Dorothea Arnd al Raschid, deutsche Porträtmalerin
- 1869: Fabian Ware, britischer Generalmajor, Gründer der Königlichen Kriegsgräber Kommission
- 1872: Mieczysław Michałowicz, polnischer Geiger und Musikpädagoge
- 1876: Robert d’Heilly, französischer Ruderer
- 1877: Charles Coburn, US-amerikanischer Schauspieler
- 1877ː Elisabeth von Knobelsdorff, Architektin, erste deutsche Diplom-Ingenieurin
- 1879: Gustav Dreher, deutscher Fußballfunktionär
- 1880: Carl Van Vechten, US-amerikanischer Fotograf, Schriftsteller
- 1881: Leonhard Adelt, deutscher Buchhändler, Schriftsteller und Journalist
- 1882: Adolf Friedrich VI., Großherzog von Mecklenburg-Strelitz
- 1882: Sterling Bunnell, US-amerikanischer Chirurg
- 1882: Wilhelm Hausenstein, deutscher Schriftsteller, Kunstkritiker, Kulturhistoriker, Publizist und Diplomat

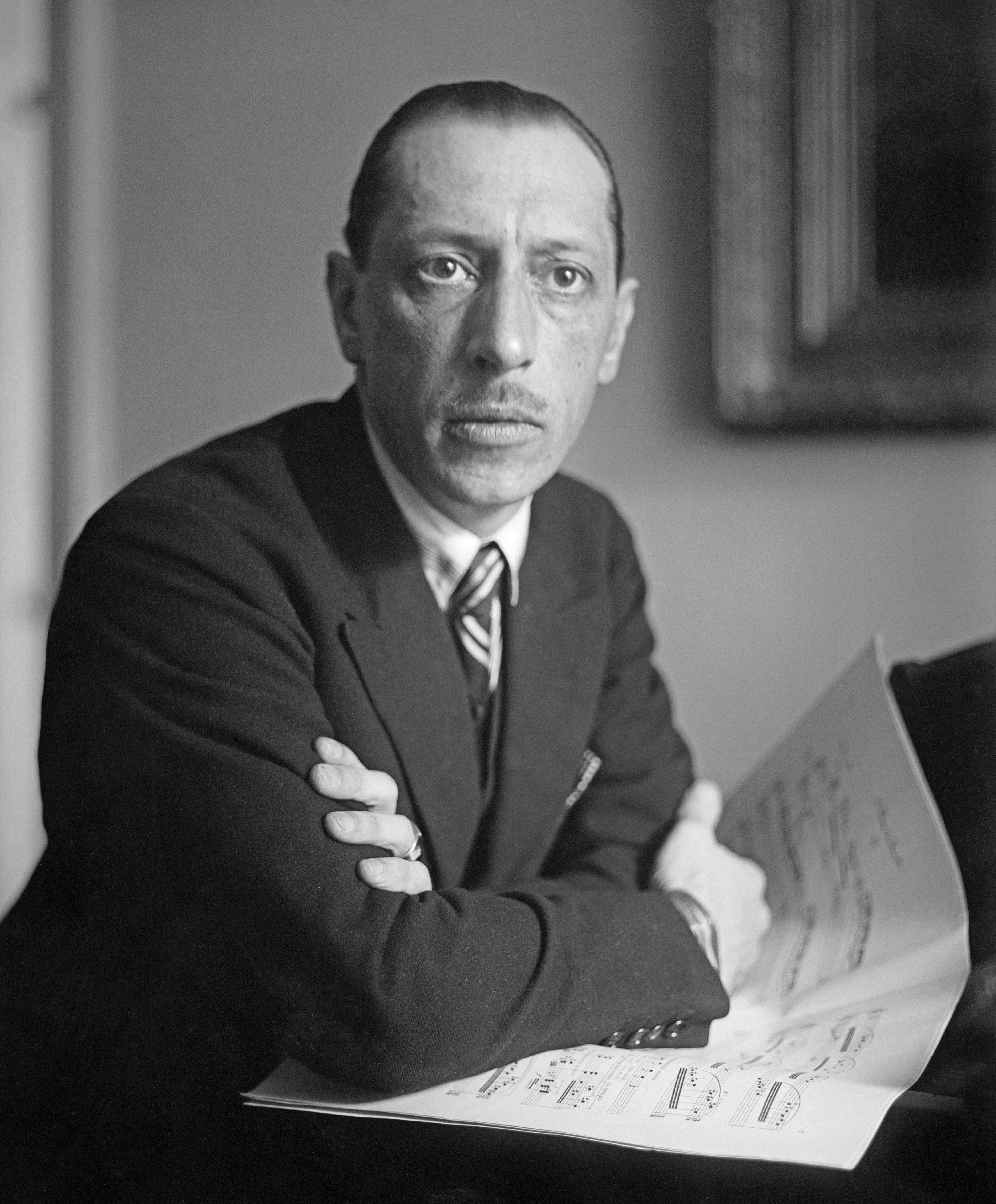
Igor Strawinsky (* 1882)

- 1882: Igor Strawinsky, russisch-französisch-US-amerikanischer Komponist, Vertreter der Neuen Musik
- 1883ː Violet Key Jones, irisch-englisch-britische Suffragette
- 1883: Johann Wartner, deutscher Politiker, MdB
- 1884: Wilhelm von Schweden, Herzog von Södermanland
- 1885: Richard Ermisch, deutscher Architekt und Oberbaurat in Berlin
- 1885: Oscar Funcke, deutscher Politiker und MdB
- 1885ː Rosa Steinhart, jüdische Kauffrau, Opfer des Holocaust
- 1887: Johann Andres, österreichischer Fußballspieler
- 1887: Hugo Gieseking, deutscher Mathematiker
- 1888: Friedrich Grimm, deutscher Völkerrechtler und Strafverteidiger

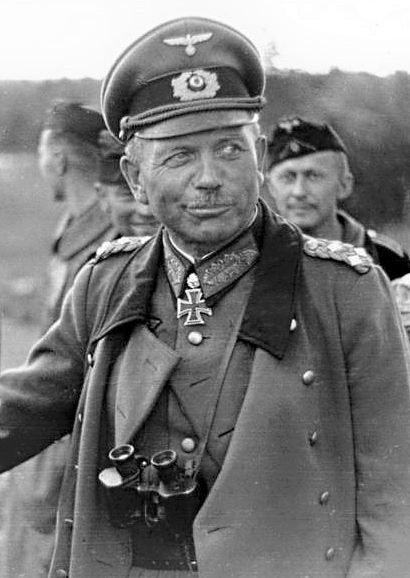
Heinz Guderian (* 1888)

- 1888: Heinz Guderian, deutscher Heeresoffizier, General, Chef des Generalstabes, Mitentwickler moderner Kriegsführung mit Panzern
- 1889: Jan Skala, sorbischer Schriftsteller und Publizist
- 1890: Ludlow Griscom, US-amerikanischer Ornithologe und Botaniker
- 1890: Adachi Hatazō, japanischer General
- 1890: Franz Xaver Weidinger, österreichischer Maler
- 1891: Georges Beauchemin, kanadischer Sänger
- 1891: Pierre Luboshutz, russischer Pianist und Musikpädagoge
- 1892: Georges Jouatte, französischer Tenor und Musikpädagoge
- 1893: Hermann Matern, deutscher Politiker, MdL, SED-Funktionär der DDR
- 1893ː Lotte Möller, deutsche Geographin, Hydrographin und Meeresbiologin
- 1894: Sebastian Fichtner, deutscher Offizier, Generalleutnant der Wehrmacht
- 1895: Charles Brunet, französischer Autorennfahrer
- 1895: Slavko Osterc, slowenischer Komponist
- 1895: Sam Wooding, US-amerikanischer Jazz-Pianist, -Arrangeur und -Bandleader
- 1896: Joseph Yerly, Schweizer Schriftsteller frankoprovenzalischer Sprache
- 1897: António Fragoso, portugiesischer Komponist und Pianist
- 1897: Friedrich Herzfeld, deutscher Kapellmeister, Musikschriftsteller und Musikkritiker
- 1897: Raymond Leroy, französischer Automobilrennfahrer
- 1898: Carl Hermann, deutscher Professor für Kristallographie
- 1898: M. C. Escher, niederländischer Künstler und Grafiker
- 1900: Marcel Ballot, französischer Automobilrennfahrer
- 1900: Martin Bormann, deutscher Leiter der Parteikanzlei der NSDAP, Kriegsverbrecher
- 1900: Hubert Jedin, deutscher Kirchenhistoriker
- 1900: Hermann Reutter, deutscher Komponist und Pianist

### 20. Jahrhundert

#### 1901–1925
- 1902: Sammy Fain, US-amerikanischer Musical- und Filmkomponist
- 1902: Woldemar Winkler, deutscher Maler und Bildhauer

Natalie Beer (* 1903)

- 1903: Natalie Beer, österreichische Lyrikerin und Schriftstellerin
- 1903: William Vallance Douglas Hodge, britischer Mathematiker
- 1903: Ilse Schüle, deutsche Schriftschneiderin und Typografin
- 1904: Ralph Bellamy, US-amerikanischer Schauspieler
- 1906: Oswald Baer, österreichischer Maler der Neuen Sachlichkeit
- 1906: Thomas George Cowling, britischer Astronom und Mathematiker
- 1906: Percy Legard, britischer Pentathlet, Nordischer Kombinierer und Offizier
- 1907: Maurice Cloche, französischer Regisseur, Drehbuchautor und Filmproduzent
- 1907: Boris Sergejewitsch Maisel, russischer Komponist
- 1909: Fred Liewehr, österreichischer Theater- und Filmschauspieler, Kammerschauspieler sowie Festspielintendant
- 1909: Régine Pernoud, französische Mediävistin
- 1910: Red Foley, US-amerikanischer Country-Musiker

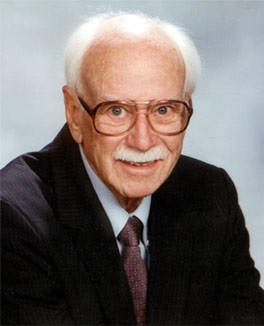
H. Owen Reed (* 1910)

- 1910: H. Owen Reed, US-amerikanischer Komponist
- 1911: Wiktor Platonowitsch Nekrassow, sowjetischer Schriftsteller
- 1912: Myron Fohr, US-amerikanischer Automobilrennfahrer
- 1912: Don Gillis, US-amerikanischer Komponist, Dirigent und Lehrer
- 1913: Felix Hartlaub, deutscher Schriftsteller
- 1914: Lucie Beyer, deutsche Politikerin, MdB
- 1914: Gertrud Heinzelmann, Schweizer Juristin und katholische Theologin
- 1914: John Hersey, US-amerikanischer Schriftsteller und Journalist
- 1914: André Rasenberg, niederländischer Boxer
- 1914: Karl Seeburger, österreichischer Politiker, LAbg.
- 1915: Helmut Berndt, deutscher Leichtathlet, Wintersportler und Sportfunktionär
- 1916: Einar Englund, finnischer Komponist und Pianist
- 1917: Wolfgang Liebe, deutscher Apotheker
- 1918: Harry F. Bisel, US-amerikanischer Onkologe
- 1918: Duncan Lamont, schottischer Schauspieler
- 1919: Galina Iwanowna Ustwolskaja, russische Komponistin

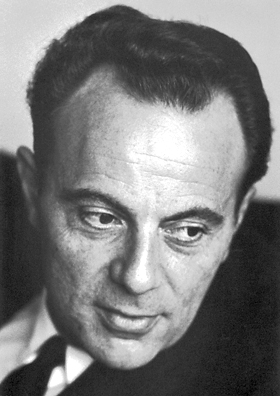
François Jacob (* 1920)

- 1920: François Jacob, französischer Mikrobiologe
- 1920: Robert Müller, Schweizer Bildhauer
- 1921: Louis Lachenal, französischer Alpinist
- 1921: William Anderson, US-amerikanischer Marineoffizier, Entdeckungsreisender und Politiker
- 1922: Hans Eisen, deutscher General
- 1922: Paul Schallück, deutscher Schriftsteller
- 1922: Dieter Wedekind, deutscher Kameramann
- 1923: Enrique Angelelli, argentinischer Bischof von La Rioja
- 1923: Anthony Joseph Bevilacqua, Erzbischof von Philadelphia und Kardinal
- 1924: Ferry Ahrlé, deutscher Maler, Autor und Entertainer
- 1924: Ernst Wimmer, österreichischer Theoretiker und Propagandist des Marxismus
- 1925: Alexander Shulgin, US-amerikanischer Pharmakologe und Chemiker

#### 1926–1950

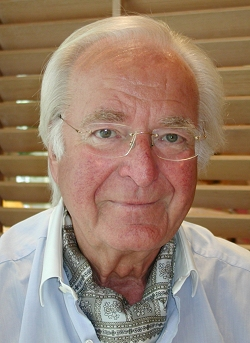
Martin Böttcher (* 1927)

- 1927: Martin Böttcher, deutscher Filmkomponist
- 1927: Irene Ludwig, deutsche Kunst-Mäzenin
- 1927: Ernst Schubert, deutscher Kunsthistoriker und Historiker
- 1928: Mignon Dunn, US-amerikanische Opernsängerin und Gesangspädagogin
- 1928: Peter Schult, deutscher Schriftsteller und Journalist
- 1928: Peter Seiichi Shirayanagi, emeritierter Erzbischof von Tokio und Kardinal
- 1929ː Kiki Håkansson, schwedische Miss World 1951

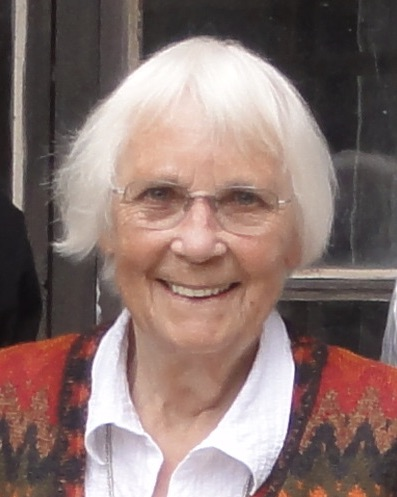
Irma Hildebrandt (* 1935)

- 1929: Tigran Petrosjan, armenischer Schach-Großmeister

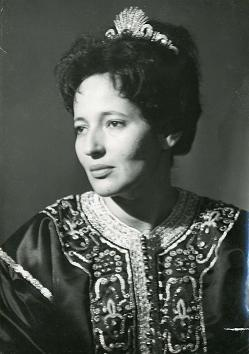
Lalla Aïcha (* 1930)

- 1930: Lalla Aicha von Marokko, marokkanische Prinzessin und Botschafterin
- 1930: Honorata Mroczek, polnische Turnerin
- 1930: Ernst Mühlemann, Schweizer Politiker
- 1930: Adile Naşit, türkisch-armenische Komödiantin des türkischen Films
- 1930: Romuald Twardowski, polnischer Komponist und Pädagoge
- 1931: Edward Frederick Anderson, US-amerikanischer Botaniker
- 1931: Lloyd Koch, simbabwischer Hockey- und Cricketspieler
- 1932: Rudolf Apostel, deutscher Politiker, MdL
- 1932: Sabin Bălașa, rumänischer Maler, Filmemacher und Autor
- 1932: Judith Giovannelli-Blocher, Schweizer Sozialarbeiterin und Buchautorin
- 1933: H. Guy Hunt, US-amerikanischer Politiker, Gouverneur von Alabama
- 1933: Roderick Paige, US-amerikanischer Bildungspolitiker, Bildungsminister
- 1934: Peter Janssens, deutscher Musiker, Komponist und Musikverleger
- 1935: Irma Hildebrandt, Schweizer Schriftstellerin
- 1935: Fabrizio Violati, italienischer Unternehmer und Automobilrennfahrer
- 1936: Christine Krohn, deutsche Juristin, Richterin am Bundesgerichtshof

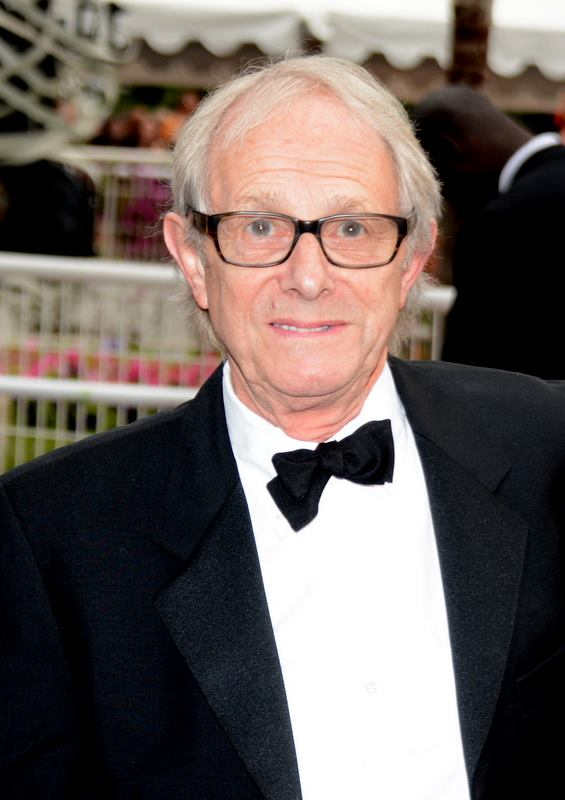
Ken Loach (* 1936)

- 1936: Ken Loach, britischer Filmregisseur
- 1937: Walter Berschin, deutscher Philologe
- 1937: Eugen Bartmer, österreichischer Schriftsteller
- 1938: Ferenc Jánosi, ungarischer Volleyballspieler
- 1939: Gerhard Fels, deutscher Wirtschaftswissenschaftler und Nationalökonom
- 1939: Hanna Johansen, Schweizer Schriftstellerin
- 1939: Krzysztof Zanussi, polnischer Filmproduzent und Regisseur
- 1940: George A. Akerlof, US-amerikanischer Wirtschaftswissenschaftler
- 1940: Marcel Aubour, französischer Fußballspieler
- 1940: Bobby Bell, US-amerikanischer American-Football-Spieler
- 1940: Dieter Farwick, deutscher Brigadegeneral und Publizist
- 1941: Renate Jäger, deutsche Politikerin, MdB
- 1941: William Lucking, US-amerikanischer Film- und Theaterschauspieler
- 1941: Brigitte Tilmann, deutsche Juristin, Richterin, Gerichtspräsidentin

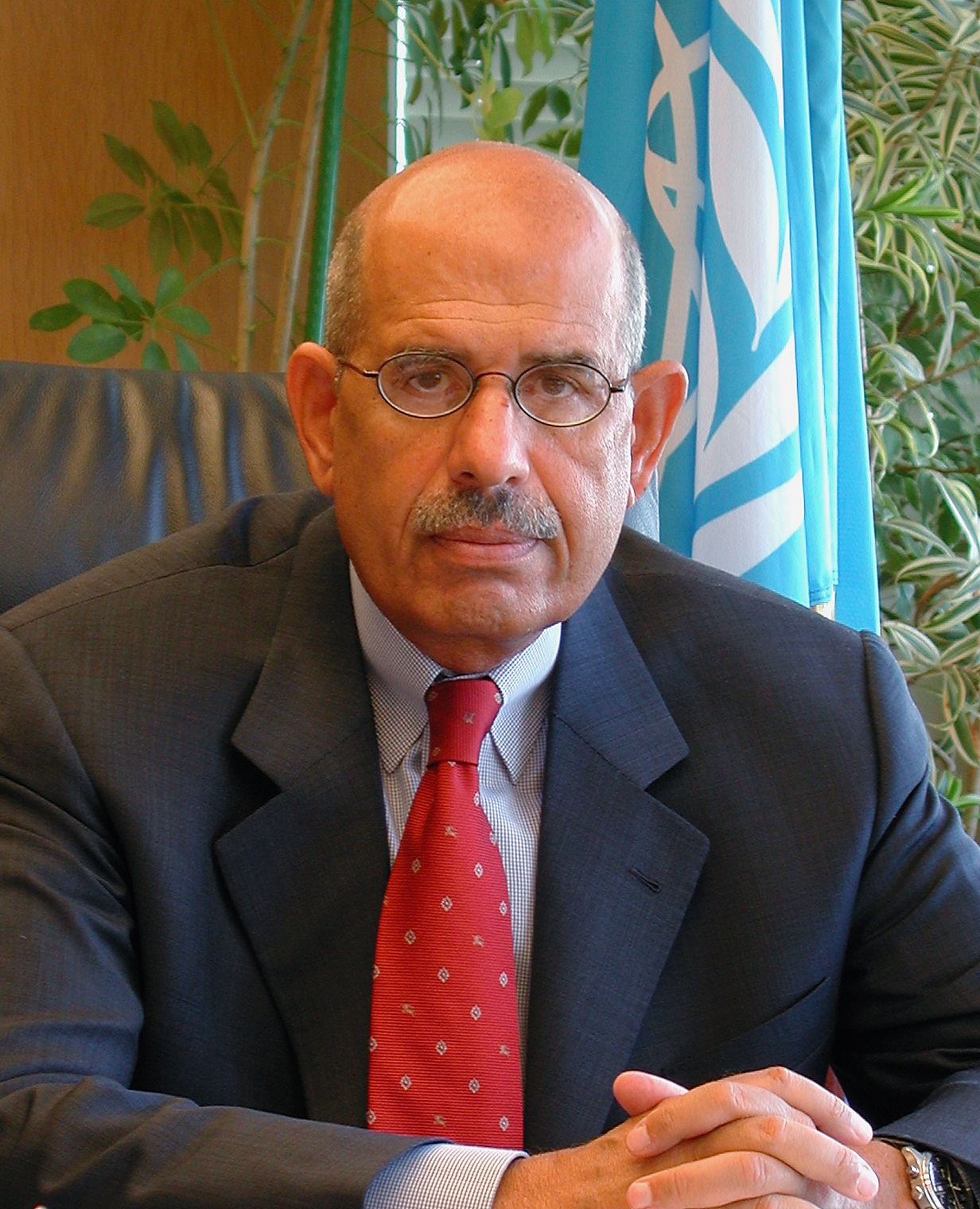
Mohammed el-Baradei (* 1942)

- 1942: Mohammed el-Baradei, ägyptischer Diplomat und Politiker, Generaldirektor der Internationalen Atomenergieorganisation, Friedensnobelpreisträger
- 1942: Christiane Blumhoff, deutsche Schauspielerin
- 1943: Stephen Clark, US-amerikanischer Schwimmer
- 1943: Newt Gingrich, US-amerikanischer Politiker
- 1943: Barry Manilow, US-amerikanischer Sänger und Songschreiber
- 1943: Chantal Mouffe, belgische Philosophin
- 1943: Burt Rutan, US-amerikanischer Luft- und Raumfahrtingenieur, Unternehmer
- 1943: Kerstin Sanders-Dornseif, deutsche Synchronsprecherin
- 1943: Fritz Teufel, deutscher Spaß-Revoluzzer während der Studentenbewegung
- 1944: Lucien Guitteny, französischer Automobilrennfahrer
- 1944: Xavier Koller, Schweizer Filmemacher
- 1944: Chris Spedding, britischer Musiker, Produzent und Songschreiber
- 1945: Eddy Merckx, belgischer Radrennfahrer

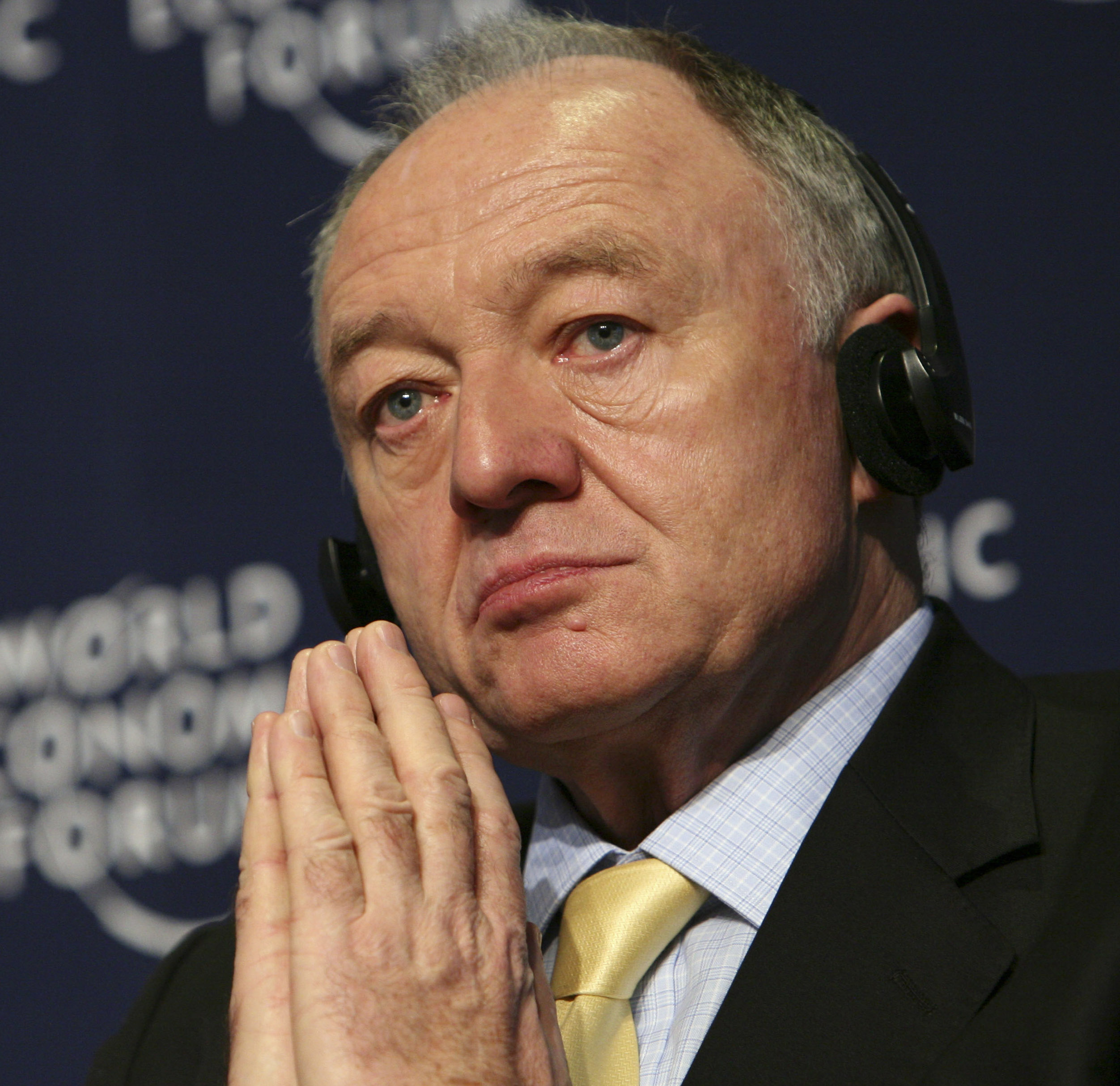
Ken Livingstone (* 1945)

- 1945: Ken Livingstone, britischer Politiker, Oberbürgermeister von London
- 1945: Arthur Verocai, brasilianischer Musiker, Sänger, Dirigent und Musikproduzent
- 1946: Eduardo Camaño, argentinischer Politiker, Staatspräsident
- 1946: Peter Rosei, österreichischer Schriftsteller
- 1947: Jógvan Arge, Autor und Politiker der Färöer
- 1947: Bruno Banzer, liechtensteinischer Kunstturner
- 1948: Hrafn Gunnlaugsson, isländischer Filmemacher
- 1948: Joaquín Almunia, spanischer Politiker, EU-Kommissar
- 1949: Tom Corbett, US-amerikanischer Politiker, Gouverneur von Pennsylvania
- 1949: Philip Charles Lithman, britischer Rockgitarrist
- 1950: Thomas Freitag, deutscher Kabarettist

#### 1951–1975
- 1951: Herbert Zinell, deutscher Politiker
- 1952: Sergio Marchionne, italienisch-kanadischer Manager
- 1952: Matteo Thun, italienischer Designer
- 1953: Krikor-Okosdinos Coussa, syrischer Bischof in Ägypten
- 1953: George Pesut, kanadischer Eishockeyspieler
- 1954: Uta Eisold, deutsche Schauspielerin und Regisseurin
- 1954: Emilio Pomàrico, argentinischer Komponist
- 1955: Karl-Heinz Braun, deutscher Theologe und Kirchenhistoriker

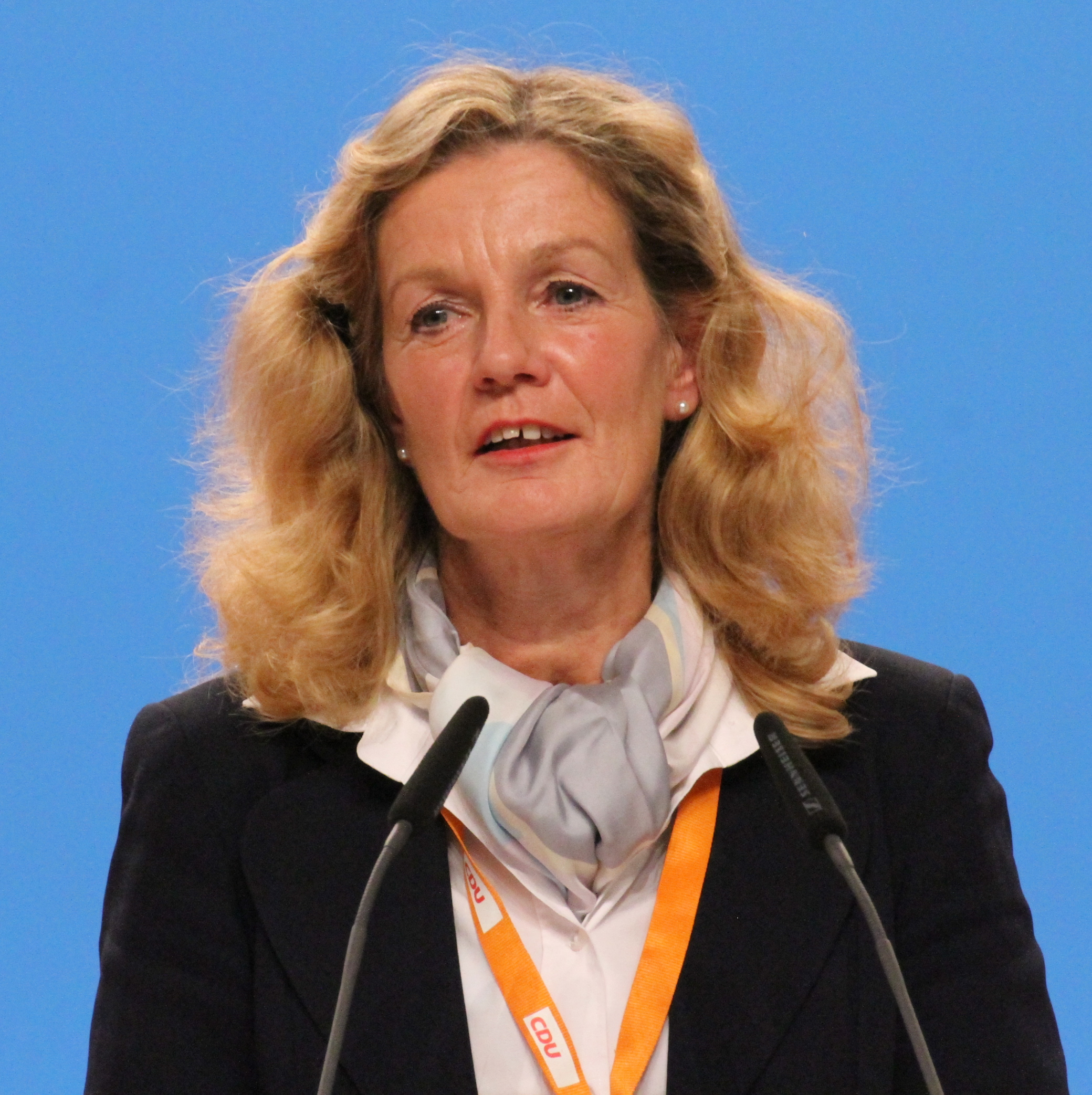
Elisabeth Heister-Neumann (* 1955)

- 1955: Elisabeth Heister-Neumann, deutsche Politikerin, MdL
- 1955: Michael Rüdiger, deutscher Schauspieler
- 1957: Joachim Król, deutscher Schauspieler
- 1957: Maya Lalive d’Epinay, Schweizer Politikerin und Künstlerin
- 1957: Stephen Shellen, kanadischer Schauspieler
- 1958: Claudia Mitscha-Eibl, österreichische Lehrerin und Liedermacherin
- 1958: Jello Biafra, US-amerikanischer Punksänger und Musiker
- 1959: Baltazar Maria de Moráis Junior, brasilianischer Fußballspieler
- 1959: Kazuki Yao, japanischer Synchronsprecher
- 1960: Stephan Athanas, schweizerischer Musiker
- 1961: Denis Lavant, französischer Schauspieler
- 1961: Muslimgauze, englischer Musiker

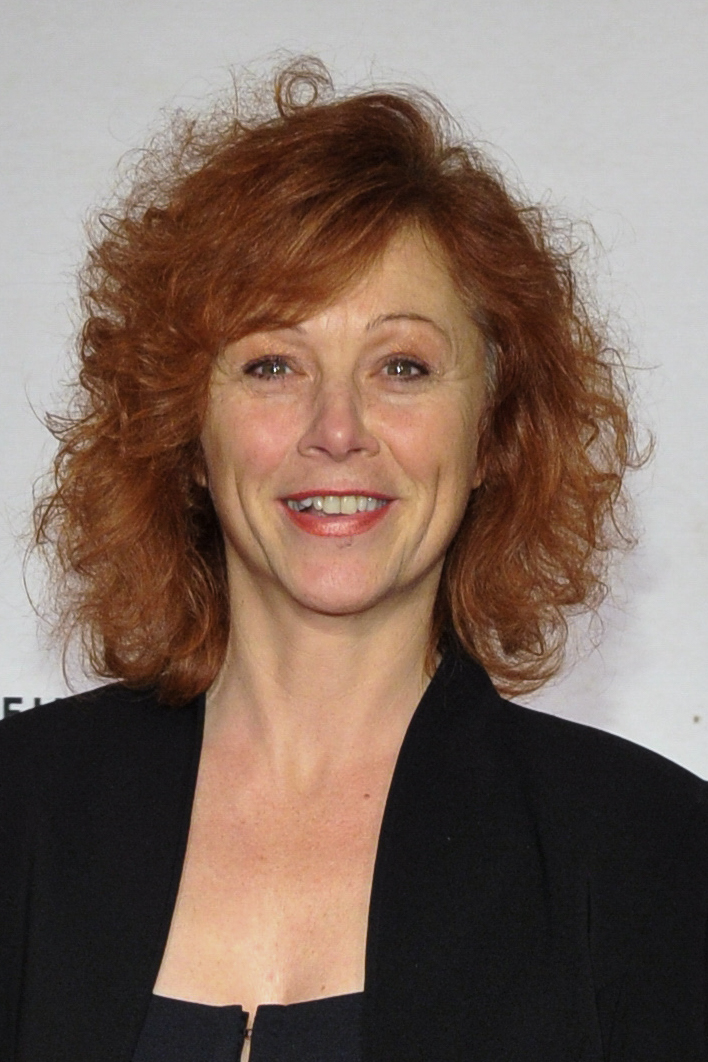
Heike Trinker (* 1961)

- 1961: Heike Trinker, deutsche Schauspielerin
- 1962: Frank Baranowski, deutscher Politiker, MdL, Oberbürgermeister von Gelsenkirchen
- 1962: Martin Hangl, Schweizer Skirennläufer
- 1962: Michael Monroe, finnischer Rocksänger
- 1963: Susi Hyldgaard, dänische Jazzmusikerin
- 1963: Mario Roth, deutscher Fußballspieler
- 1963: Alexei Wdowin, sowjetischer Wasserballspieler
- 1964: Julie Baumann, Schweizer Leichtathletin
- 1964: Robleh Ali Adou, dschibutischer Regattasegler
- 1964: Martin Betz, deutscher Kabarettist, Pianist und Autor
- 1964: Rinaldo Capello, italienischer Automobilrennfahrer
- 1964: Michael Groß, deutscher Schwimmer
- 1964: Dieter H. Kollmer, deutscher Stabsoffizier und Militärhistoriker
- 1964: Ricardo Moniz, niederländischer Fußballtrainer
- 1964: Malte Müller-Wrede, deutscher Rechtsanwalt, Herausgeber und Autor
- 1964: Mario Oehme, deutscher Bogenschütze
- 1964: Dirk Raudies, deutscher Motorradrennfahrer
- 1964: Barbara Remmert, deutsche Rechtswissenschaftlerin
- 1964: Mick Schnelle, deutscher Computerspiele-Journalist, Autor und Übersetzer
- 1964: Mike Shiva, Schweizer Hellseher, Unternehmer und Fernsehmoderator
- 1964: Tonino Vittigli, italienischer Radrennfahrer
- 1965: Richard Auer, deutscher Krimiautor und Journalist
- 1965: Dermontti Dawson, US-amerikanischer American-Football-Spieler
- 1965: Ralf Lübke, deutscher Leichtathlet, Olympiamedaillengewinner
- 1966: Jason Patric, US-amerikanischer Schauspieler
- 1966: Bernhard Tschofen, österreichischer Kulturwissenschaftler
- 1967: Martina Ahrendt, deutsche Juristin und Richterin am Bundesarbeitsgericht
- 1967: Thomas Köhler, deutscher Fußballspieler und -trainer
- 1968: Kristin Krone, US-amerikanische Skirennläuferin
- 1968: Charly Lownoise, niederländischer Musiker
- 1969: Astrid Kohrs, deutsche Schauspielerin
- 1969: Ulrike Schielke-Ziesing, deutsche Politikerin

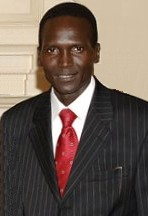
Paul Tergat (* 1969)

- 1969: Paul Tergat, kenianischer Leichtathlet
- 1969: Peter Rist, deutscher Politiker und Sänger
- 1970: Griseldis Wenner, deutsche Moderatorin
- 1971: José Emilio Amavisca, spanischer Fußballspieler
- 1971: Bif Naked, kanadische Punkrock-Sängerin
- 1971: Reto Nause, Schweizer Politiker
- 1971: Paulina Rubio, mexikanische Sängerin
- 1972: Iztok Čop, slowenischer Ruderer
- 1972: Julija Winokurowa, russische Langstreckenläuferin
- 1972: Michał Żebrowski, polnischer Schauspieler
- 1973: Laryssa Denyssenko, ukrainische Schriftstellerin und Menschenrechtsaktivistin
- 1973: Leander Paes, indischer Tennisspieler
- 1974: Krayzie Bone, US-amerikanischer Rapper
- 1974: Albertus Casteleyns, belgischer Wasserballspieler und Bobfahrer
- 1975: Altin Haxhi, albanischer Fußballspieler
- 1975: Willi Herren, deutscher Schauspieler

#### 1976–2000
- 1976: Scott Adkins, britischer Schauspieler

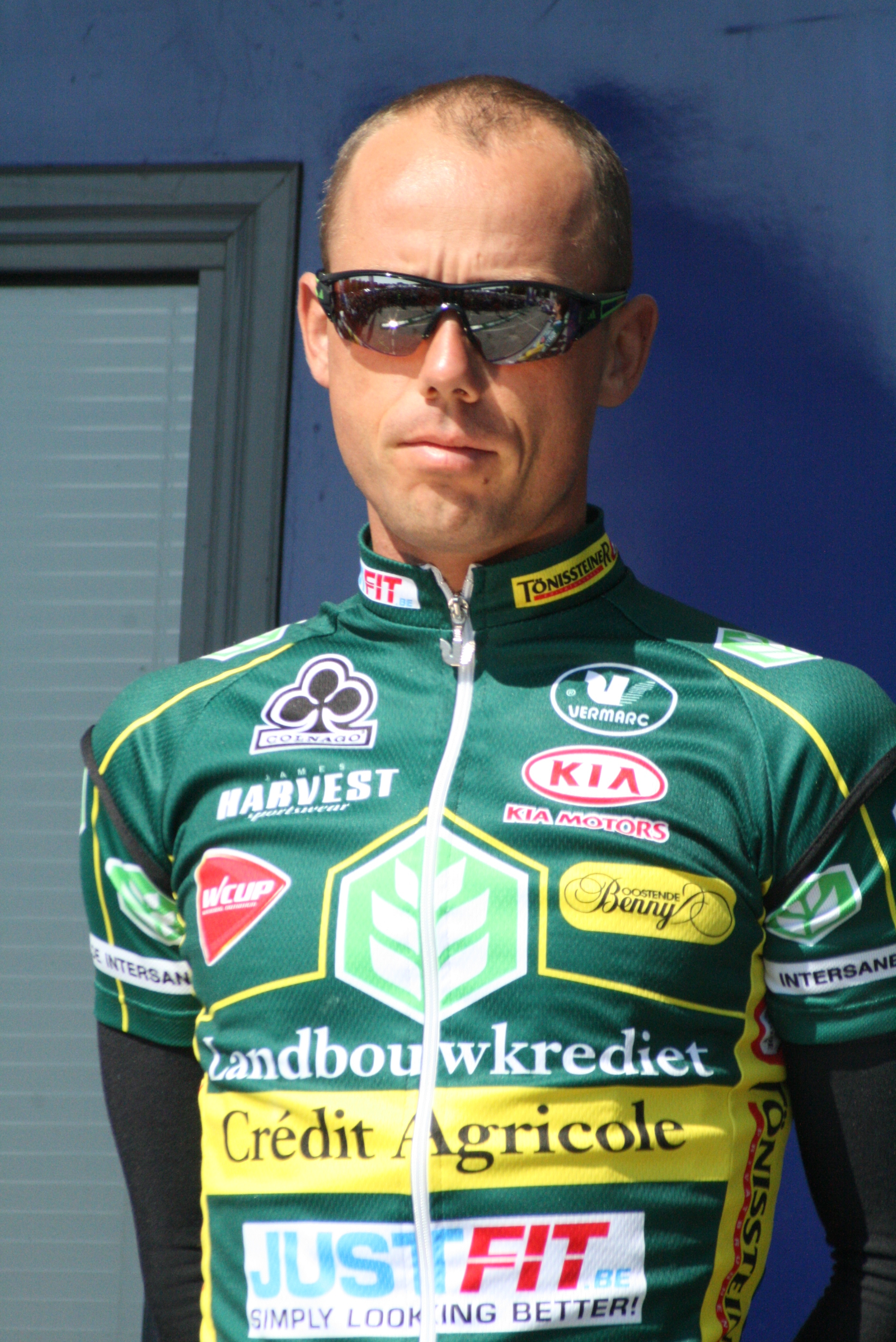
Sven Nys (* 1976)

- 1976: Sven Nys, belgischer Cyclocross-Fahrer
- 1976: Pjotr Weniaminowitsch Swidler, russischer Schachspieler
- 1977: Achmed Sachratulajewitsch Asimow, russischer Orientalist
- 1977: Robin Grubert, deutscher Sänger und Songwriter
- 1979: Sina-Valeska Jung, deutsche Schauspielerin
- 1979: Alexander Anatoljewitsch Motyljow, russischer Schachspieler
- 1980: Branko Tomović, deutscher Schauspieler
- 1980: Venus Williams, US-amerikanische Tennisspielerin
- 1980: Bojan Zajić, serbischer Fußballspieler
- 1982: Dirk Laucke, deutscher Dramatiker
- 1982: Jodie Whittaker, britische Schauspielerin

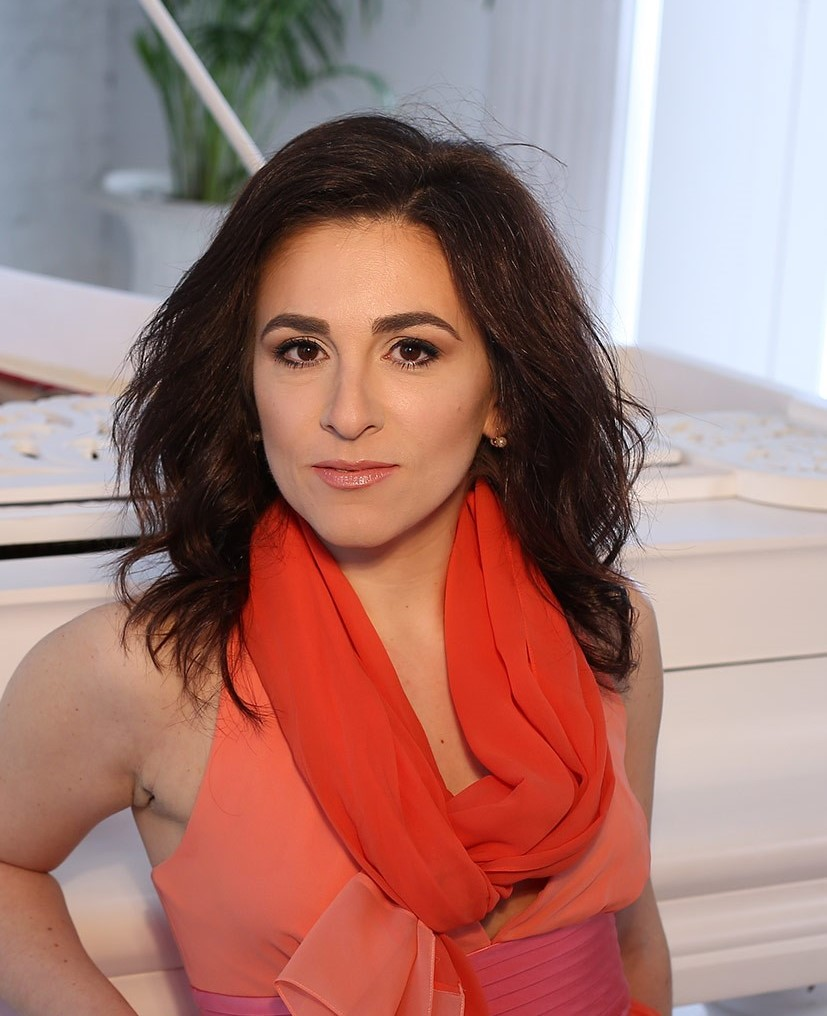
Lilian Akopova (* 1983)

- 1983: Lilian Akopova, armenisch-ukrainische Pianistin
- 1983: Kazunari Ninomiya, japanischer Sänger und Schauspieler
- 1983: Manish Dayal, US-amerikanischer Schauspieler
- 1984: Willi Mathiszik, deutscher Leichtathlet
- 1985: Marcos Baghdatis, zyprischer Tennisspieler
- 1985: Manuel Fettner, österreichischer Skispringer

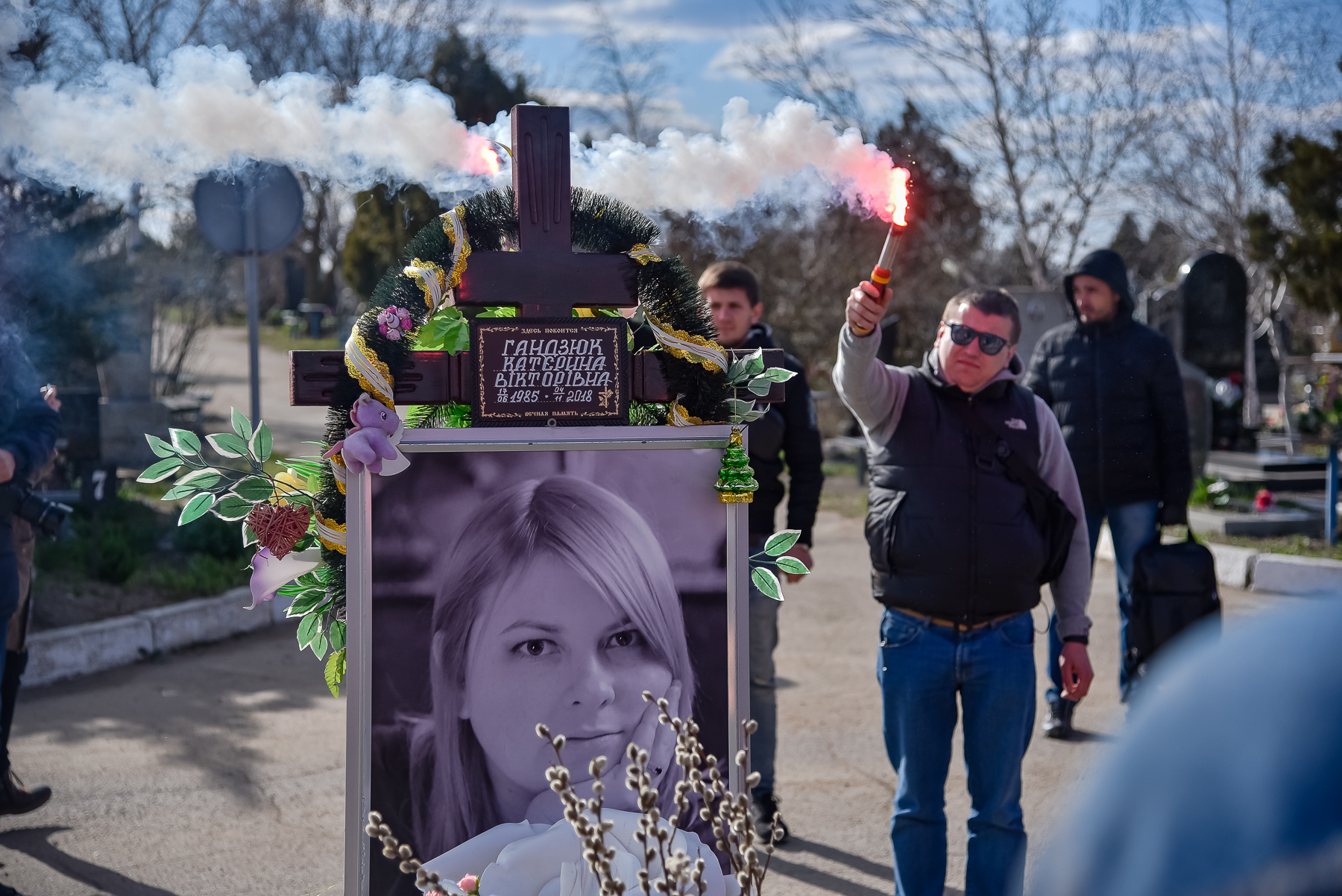
Kateryna Handziuk (* 1985)

- 1985: Kateryna Handsjuk, ukrainische Bürgerrechtsaktivistin
- 1986: Marie Avgeropoulos, kanadische Schauspielerin
- 1986: Kristin Hayter, US-amerikanische Musikerin
- 1986: Dominik Paul Weber, deutscher Theater- und Filmschauspieler
- 1987: Malick Bolivard, französischer Fußballspieler
- 1987: Serhij Issajenko, ukrainischer Snookerspieler
- 1987: Betina Riegelhuth, norwegische Handballspielerin
- 1987: Kendrick Lamar, US-amerikanischer Rapper und Songwriter
- 1987: Anna Wysokińska, polnische Handballspielerin

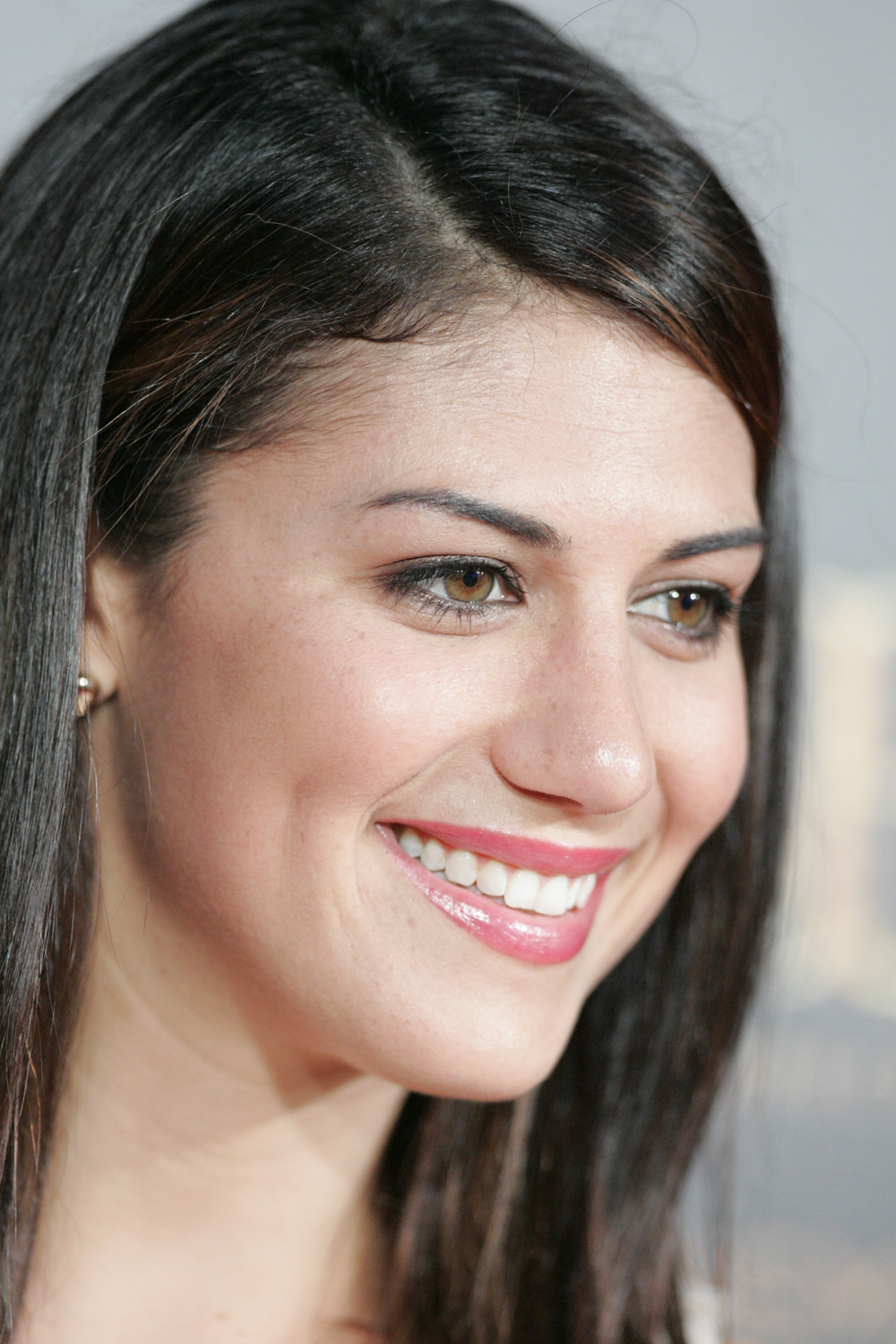
Stephanie Rice (* 1988)

- 1988: Stephanie Rice, australische Schwimmerin
- 1989: Nanna Christiansen, dänische Fußballspielerin
- 1990: Clarissa Corrêa da Silva, deutsche Fernsehmoderatorin und Redakteurin
- 1990: Alan Jelisbarowitsch Dsagojew, russischer Fußballspieler
- 1990: Maja Lehrer, deutsche Schauspielerin
- 1991: Grégoire Defrel, französischer Fußballspieler
- 1992: Víctor Guerin, brasilianischer Automobilrennfahrer
- 1992: Maxime Lestienne, belgischer Fußballspieler
- 1992: André Negrão, brasilianischer Automobilrennfahrer
- 1992: Hugo Valente, französischer Automobilrennfahrer
- 1994: Iryna Kuratschkina, belarussische Ringerin
- 1994: Streli Mamba, deutsch-kongolesischer Fußballspieler
- 1994: Amari Cooper, amerikanischer American-Football-Spieler
- 1994: Eirik Salsten, norwegischer Eishockeyspieler
- 1995: Arschak Korjan, russisch-armenischer Fußballspieler
- 1995: Clément Lenglet, französischer Fußballspieler
- 1997: K. J. Apa, neuseeländischer Schauspieler
- 1997: Julija Sršen, slowenische Skispringerin
- 1997: Harm Vanhoucke, belgischer Radrennfahrer
- 1998: Hayden Coulson, englischer Fußballspieler
- 1999: Jelena Rybakina, kasachische Tennisspielerin
- 1999: Eldar Salihović, montenegrinischer Skirennläufer
- 2000: Umito Kirchwehm, deutscher Snowboarder

### 21. Jahrhundert

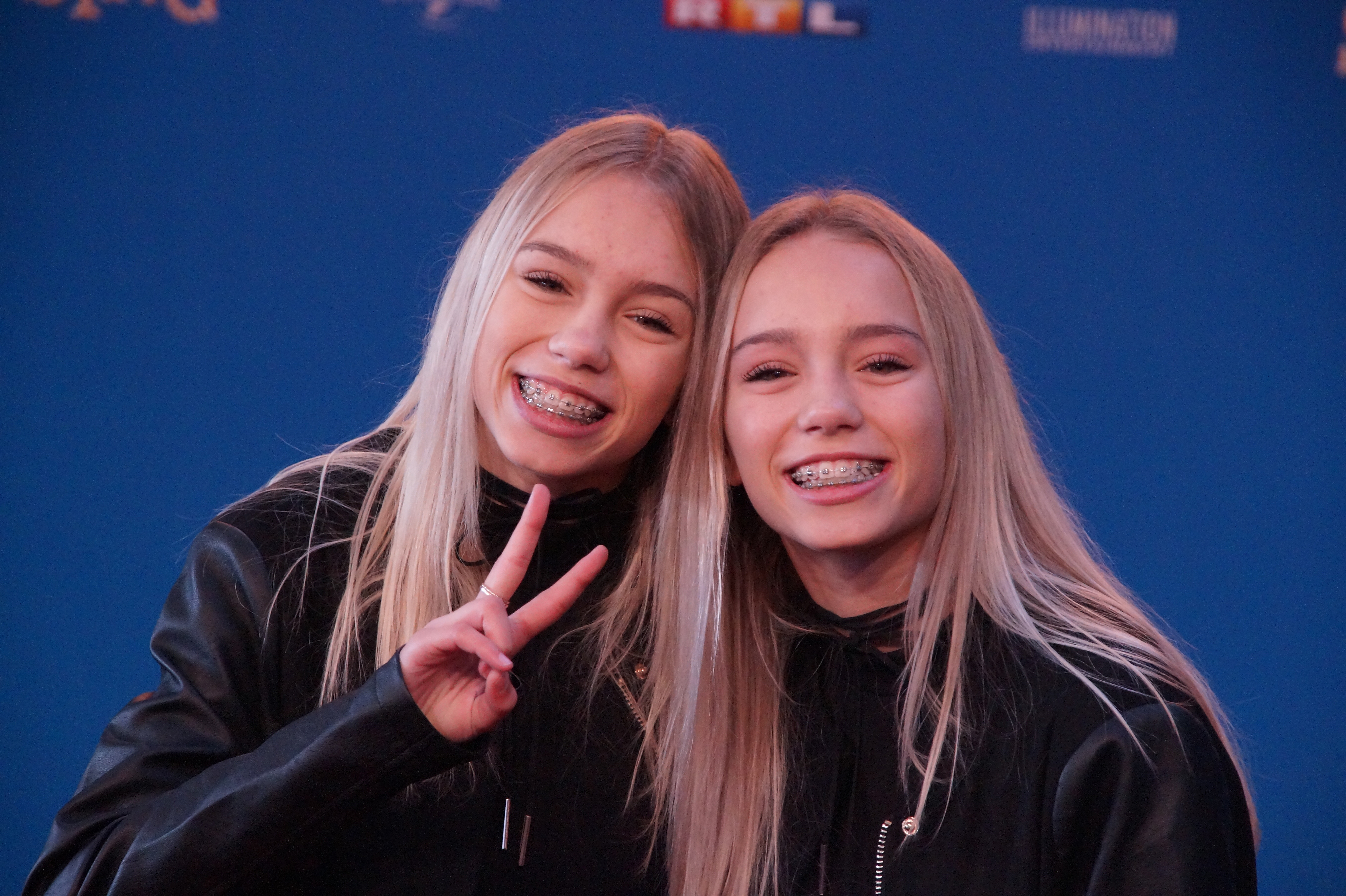
Lisa (r.) und Lena Mantler (* 2002)

- 2002: Lisa und Lena, deutsche Webvideo-Produzentinnen
- 2002: Sean Negrette, gibraltarischer Dartspieler
- 2003: Rizki Juniansyah, indonesischer Gewichtheber
- 2005: Funa Nakayama, japanische Skateboarderin

## Gestorben

### Vor dem 18. Jahrhundert
- 0656: ʿUthmān ibn ʿAffān, dritter Kalif der Sunniten
- 0676: Adeodatus II., Papst
- 0900: Fulko der Ehrwürdige, Erzbischof von Reims und fränkischer Erzkanzler
- 1025: Bolesław I., Herzog und König von Polen
- 1031: Hyeonjong, 8. König des koranischen Königreichs Goryeo
- 1091: Dietrich V., Graf von Holland
- 1094: Seonjong, 13. König des koreanischen Goryeo-Reiches
- 1102: Hartwig von Spanheim, Erzbischof von Magdeburg
- 1219: David von Schottland, Earl of Huntingdon, schottischer Hochadeliger
- 1237: Ulrich IV. von Kyburg, Bischof von Chur
- 1285: Yekuno Amlak, Kaiser von Äthiopien
- 1304: Eberhard I. von Limburg-Styrum, Graf von Isenberg-Limburg und Herr zu Styrum

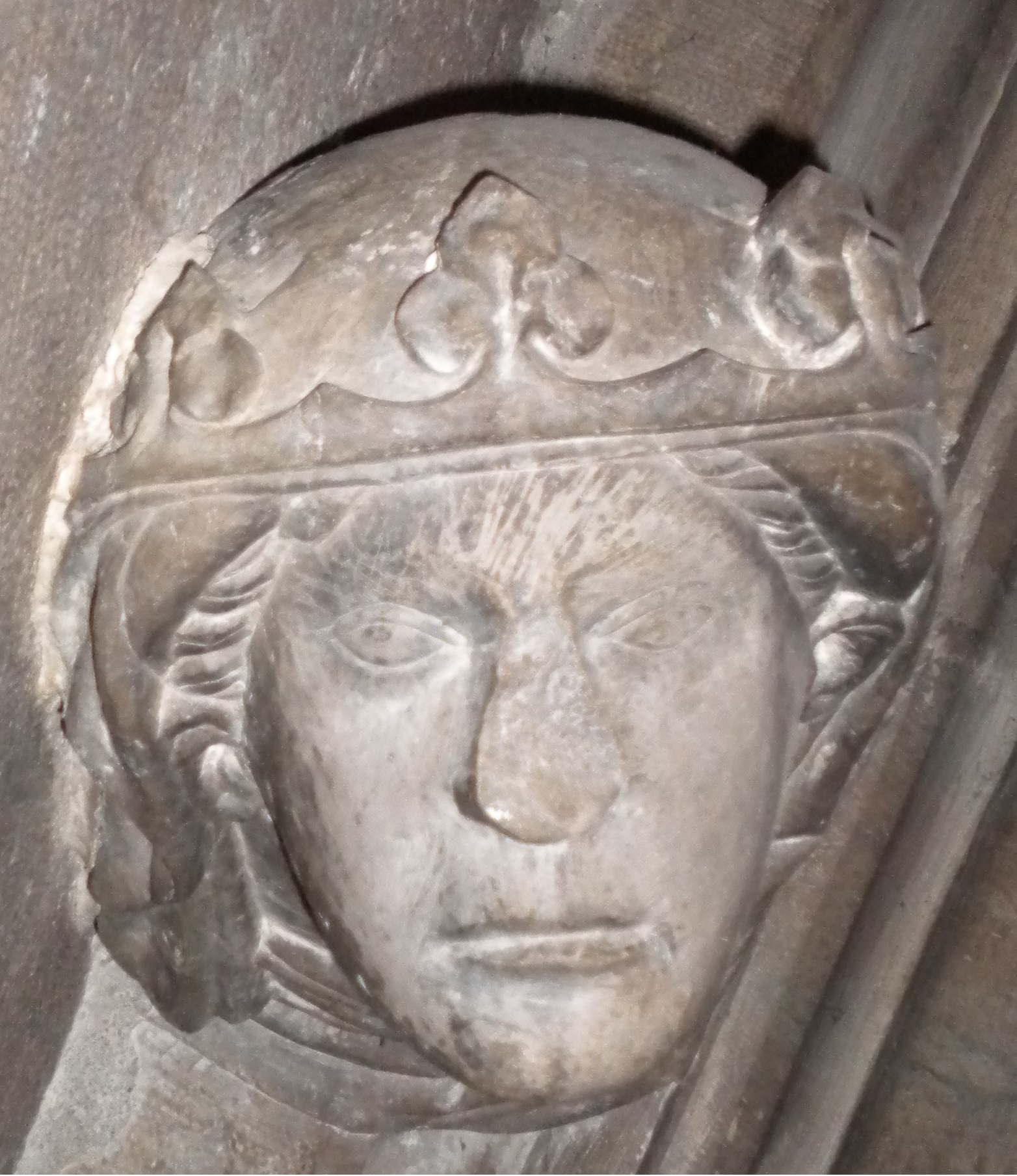
Ingebjørg Håkonsdatter († 1361)

- 1361: Ingebjørg Håkonsdatter, schwedische Herzogin
- 1400: Johann von Jenstein, Erzbischof von Prag, Patriarch von Alexandria und Kanzler des böhmischen Königs Wenzel IV.
- 1412: Enrico Minutoli, italienischer Kardinal, Bischof von Sabina
- 1485: Arnold von Burgsdorf, Bischof von Brandenburg
- 1496: Magdalena von Brandenburg, Gräfin von Hohenzollern

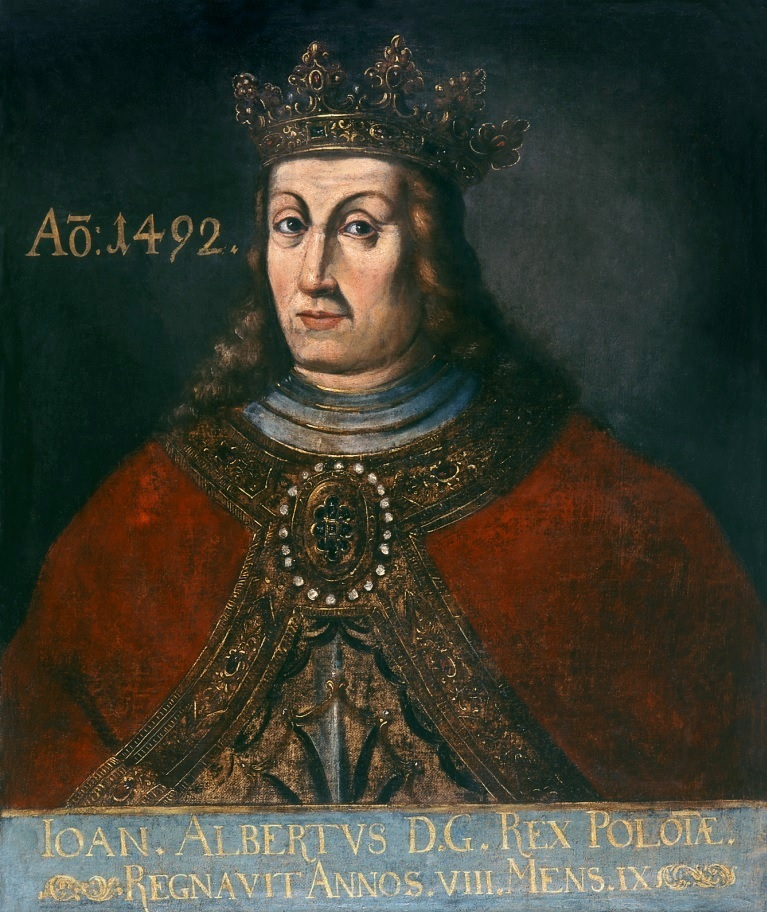
Johann I. Albrecht († 1501)

- 1501: Johann I. Albrecht, König von Polen
- 1516: Johann III., König von Navarra
- 1565: Ashikaga Yoshiteru, Shōgun des Ashikaga-Shogunates in Japan
- 1592: Ernst Ludwig, Herzog von Pommern-Wolgast
- 1604: Moritz von Nassau, niederländischer Feldmarschall und Gouverneur von Holländisch-Brasilien
- 1620: Mikołaj Zebrzydowski, Generalhauptmann und Herzog von Krakau
- 1629: Piet Pieterszoon Heyn, holländischer Freibeuter
- 1630: Johann Vinhagen, Lübecker Bürgermeister
- 1631: Mumtaz Mahal, Ehefrau des Großmogul Schah Jahan
- 1633: Ernesto Montecuccoli, kaiserlicher General im Dreißigjährigen Krieg
- 1651: Francesco Piccolomini, italienischer Generaloberer des Jesuitenordens
- 1665: Marie Elisabeth von Schleswig-Holstein-Gottorf, Landgräfin von Hessen-Darmstadt
- 1668: Iwan Brjuchowezkyj, Hetman der linksufrigen Ukraine
- 1696: Johann III. Sobieski, polnischer König
- 1697: Caspar Hermann Sandhagen, deutscher evangelischer Theologe

### 18. Jahrhundert
- 1713: Michael Waginger, Tiroler Barockmaler
- 1719: Joseph Addison, britischer Schriftsteller und Politiker
- 1721: Michael Erich Franck, deutscher Romanautor
- 1721: Matwei Petrowitsch Gagarin, russischer Adeliger, erster Gouverneur von Sibirien
- 1724: Benedetto Luti, italienischer Maler
- 1729: Jean Meslier, französischer Priester und Frühaufklärer

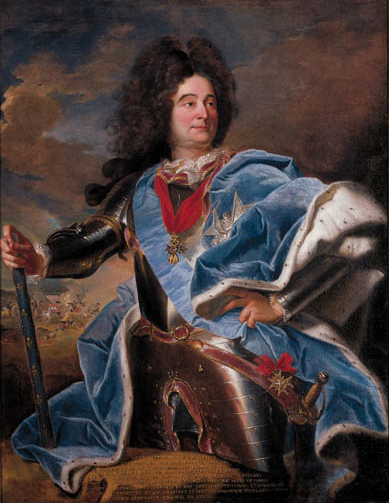
Claude-Louis-Hector de Villars († 1734)

- 1734: Claude-Louis-Hector de Villars, Marschall von Frankreich
- 1740: William Wyndham, 3. Baronet, englischer Adeliger und Politiker
- 1741: Alvise Pisani, 114. Doge von Venedig
- 1769: Gustav Friedrich von Rosen, livländischer General in schwedischen Diensten
- 1771: Daskalogiannis, kretischer Aufständischer gegen die Osmanen
- 1775: John Pitcairn, britischer Marineoffizier
- 1775: Joseph Warren, amerikanischer Mediziner, Offizier im Amerikanischen Unabhängigkeitskrieg
- 1777: Ferdinand Tietz, deutscher Bildhauer
- 1784: Carl Friedrich Ludwig von Gaudi, preußischer Beamter
- 1787: José de Gálvez y Gallardo, spanischer Adliger, Beamter und Kolonialminister
- 1795: Charles-Gilbert Romme, französischer Mathematiker und Politiker, Märtyrer des Prairial-Aufstandes
- 1797: Aga Mohammed Khan, Schah von Persien
- 1800: Jakob Abraham, deutscher Medailleur

### 19. Jahrhundert
- 1805: Felix Escher vom Glas, Schweizer Kaufmann und Politiker
- 1808: Louis-Joseph de Montmorency-Laval, Kardinal und Bischof von Metz
- 1815: Hamidu Reis, algerischer Korsar
- 1821: Martín Miguel de Güemes, argentinischer General
- 1825: Joseph Barbaczy, österreichischer Generalmajor
- 1825: Helias Meder, deutscher reformierter Theologe in Ostfriesland
- 1826: Johann Christoph Gubitz, deutscher typografischer Künstler, Schriftsetzer und Stempelschneider
- 1831ː Marie von Kleist, deutsche Salonnière, Vertraute Heinrich von Kleists
- 1835: Izabela Czartoryska, polnisch-pommersche Adelige, Schriftstellerin, Philanthropin, Mäzenin, Salonière und Kunstsammlerin
- 1838: Philipp von Borries, deutscher Rittergutsbesitzer, Regierungsbeamter und Abgeordneter
- 1842: Arthur Conolly, britischer Reisender, Militär und Diplomat
- 1842: Charles Stoddart, britischer Diplomat
- 1844: André da Silva Gomes, brasilianischer Komponist
- 1846: Jean-Gaspard Deburau, französischer Pantomime
- 1853: Traugott Leberecht Hasse, deutscher Bergbau-Beamter und Schriftsteller

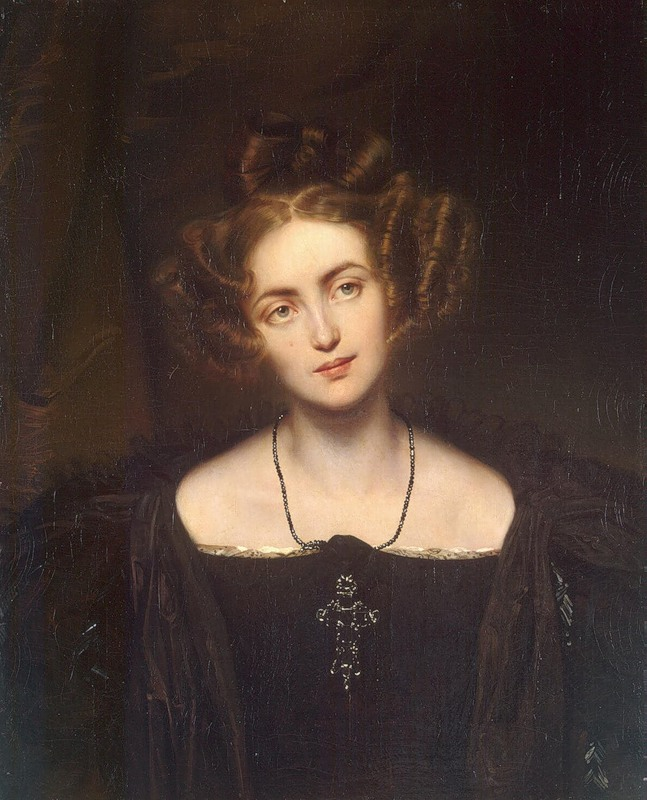
Henriette Sontag († 1854)

- 1854: Henriette Sontag, deutsche Opernsängerin (Koloratursopran)
- 1858: Lakshmibai, indische Herrscherin und Führerin im Aufstand von 1857
- 1859: Albert August Wilhelm Deetz, preußischer Soldat und Abgeordneter der Frankfurter Nationalversammlung
- 1862: Charles Canning, 1. Earl Canning, britischer Staatsmann
- 1865ː Wilhelmine Bardua, deutsche Schriftstellerin, Dichterin, Sängerin, Gesangspädagogin, Dramaturgin und Salonnière
- 1866: Lewis Cass, US-amerikanischer Offizier und Politiker, Gouverneur und Senator, Botschafter, Kriegs- und Außenminister der USA
- 1869ː Sophie Esterházy-Liechtenstein, österreichische Oberhofmeisterin und Hofdame
- 1877: John Stevens Cabot Abbott, US-amerikanischer Geistlicher und Schriftsteller
- 1879: Joseph Sprißler, deutscher römisch-katholischer Priester, Abgeordneter der Frankfurter Nationalversammlung
- 1882: Wladimir Alexandrowitsch Sollogub, russischer Schriftsteller
- 1885: Edwin von Manteuffel, preußischer Generalfeldmarschall
- 1885: Ignaz Reimann, deutscher Lehrer, Kirchenmusiker und Komponist

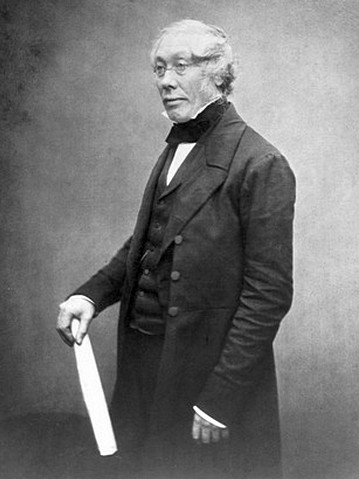
George Arnott Walker Arnott († 1886)

- 1886: George Arnott Walker Arnott, schottischer Botaniker
- 1886: Anton Höfliger, Schweizer Jurist und Politiker
- 1894: Hermann Lattemann, deutscher Berufsluftschiffer und Fallschirmspringer
- 1895: Arnold Hug, Schweizer Altphilologe
- 1897: Sebastian Kneipp, deutscher Priester und Hydrotherapeut
- 1900: Theodor Schüz, deutscher Maler

### 20. Jahrhundert

#### 1901–1950
- 1902: Karl Piutti, deutscher Komponist
- 1905: Máximo Gómez, kubanischer General der Unabhängigkeitskriege von 1868 bis 1898
- 1906: Harry Nelson Pillsbury, US-amerikanischer Schachspieler
- 1907: Sergio Corazzini, italienischer Dichter
- 1920: August Metz, deutscher Jurist und Landtagspräsident der Landstände des Großherzogtums Hessen
- 1921: Nagao Aruga, japanischer Rechtswissenschaftler und Soziologe
- 1922: Hermann Jordan, deutscher evangelischer Geistlicher und Hochschullehrer
- 1922: Otto Lehmann, deutscher Physiker, Vater der Flüssigkristall-Forschung
- 1924: Adèle Garnier, französische Benediktinerin, Ordensgründerin, Klostergründerin und Mystikerin
- 1928ː Emilie Benz, Pionierin der Schweizer Lehrerinnen- und Mädchenbildung
- 1929: Lina Pfaff, deutsche Unternehmerin und Wohltäterin
- 1932: Christian Werner, deutscher Automobilrennfahrer
- 1934: Samuel S. Arentz, US-amerikanischer Politiker

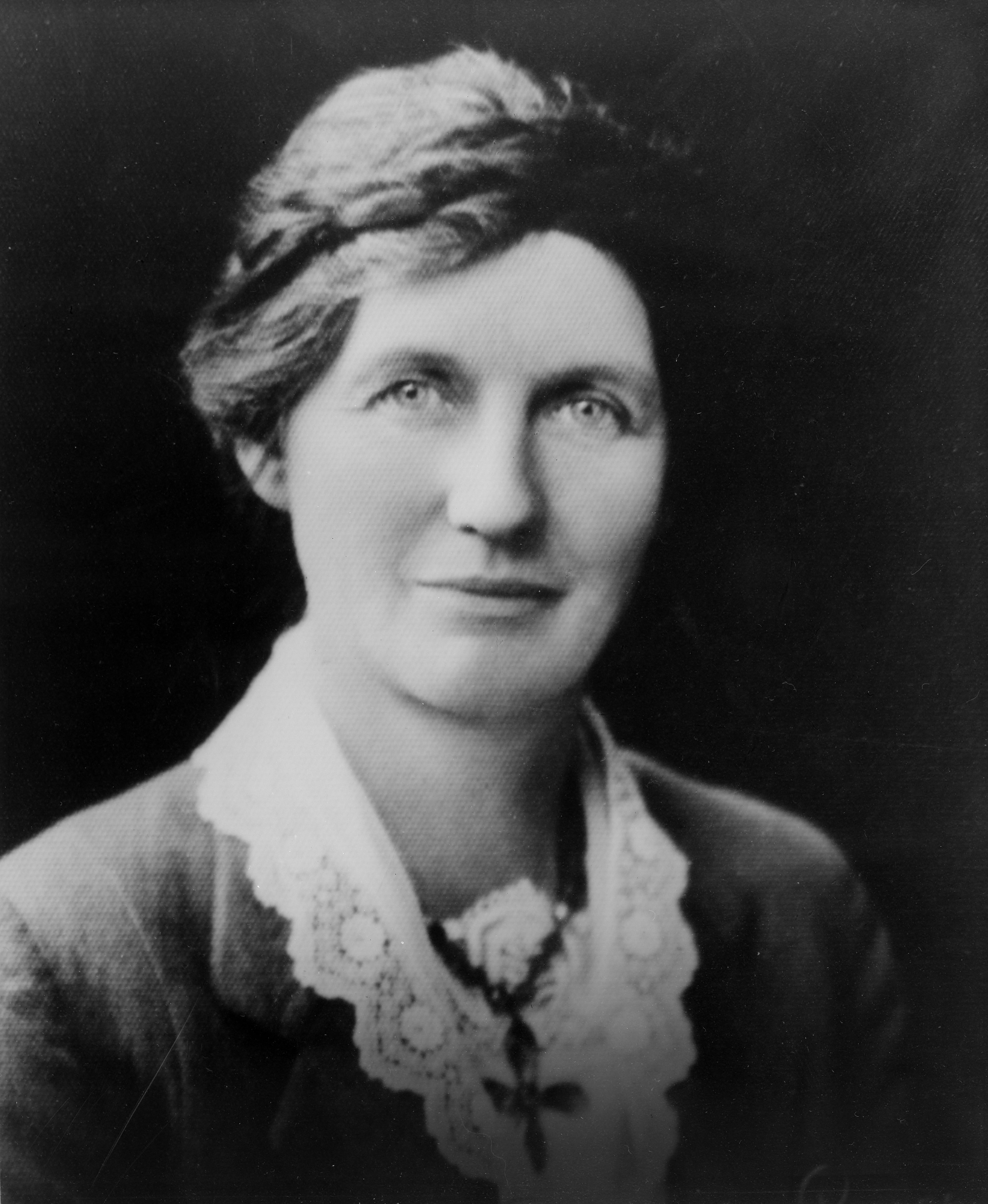
Elizabeth McCombs († 1935)

- 1935: Elizabeth McCombs, neuseeländische Politikerin
- 1936: Henry Le Chatelier, französischer Chemiker, Metallurg und Physiker
- 1940: Arthur Harden, britischer Biochemiker, Nobelpreisträger
- 1941: Johan Wagenaar, niederländischer Komponist und Organist
- 1942ː Else Feldmann, österreichische Schriftstellerin und Journalistin, Opfer der Shoa

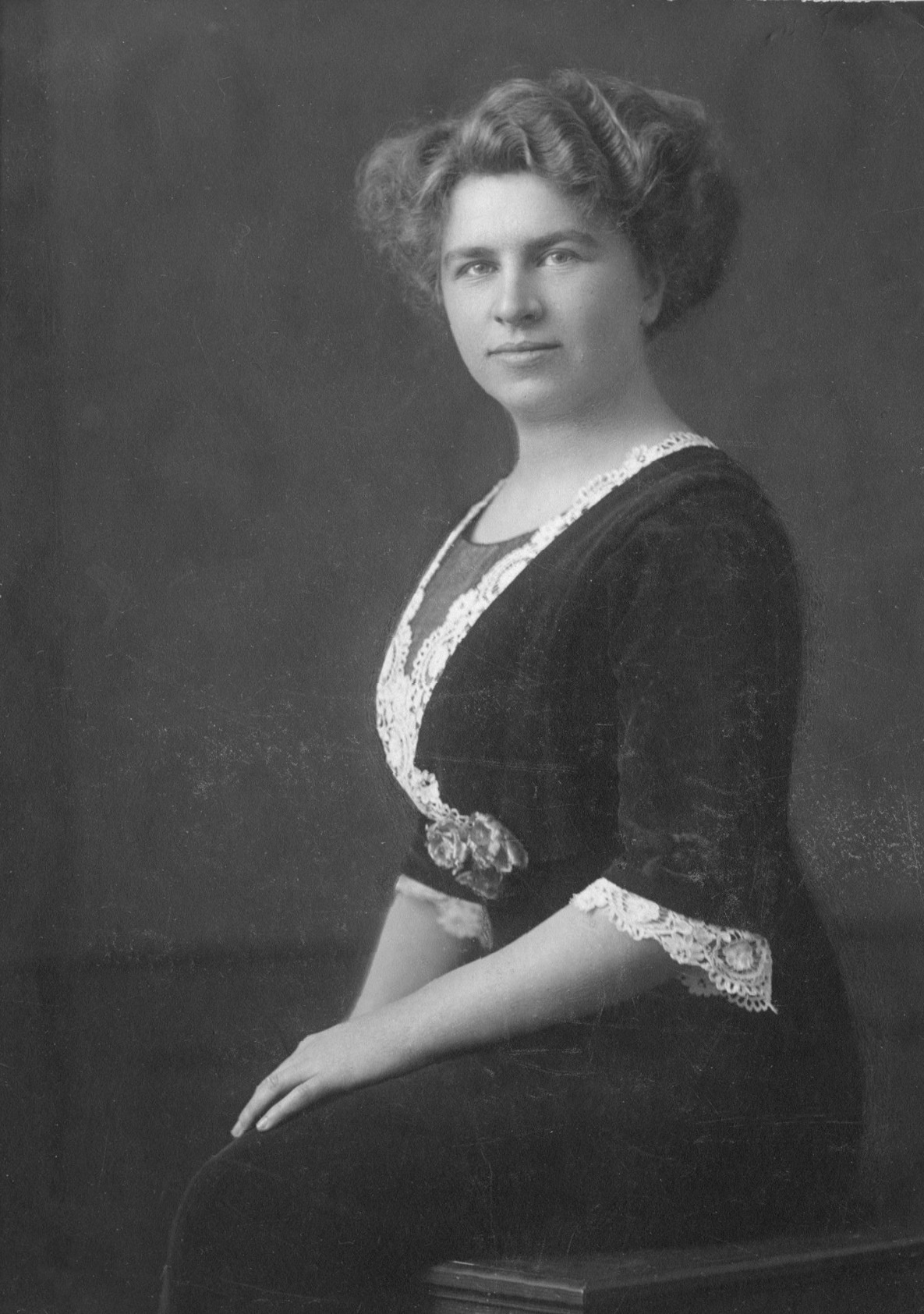
Eugenie Goldstern († 1942)

- 1942: Eugenie Goldstern, österreichische Volkskundlerin, Opfer der Schoa
- 1944: Frida Schanz, deutsche Jugendbuchautorin, Herausgeberin und Lehrerin
- 1946: Joe Dawson, US-amerikanischer Automobilrennfahrer
- 1949: Arvo Aaltonen, finnischer Schwimmer
- 1950: Fritz Arnold, deutscher Politiker

#### 1951–2000
- 1952: Heinrich Germer, deutscher Kommunalpolitiker
- 1952: Alberto Williams, argentinischer Komponist und Dirigent
- 1953: Georg Gaidzik, deutscher Volkspolizist, getötet beim Aufstand vom 17. Juni 1953
- 1953: Johann Waldbach, deutscher Mitarbeiter des MfS der DDR, getötet beim Aufstand vom 17. Juni 1953
- 1955: Robert Reininger, österreichischer Philosoph
- 1956: Bob Sweikert, US-amerikanischer Automobilrennfahrer
- 1957: Dorothy Richardson, britische Schriftstellerin und Essayistin

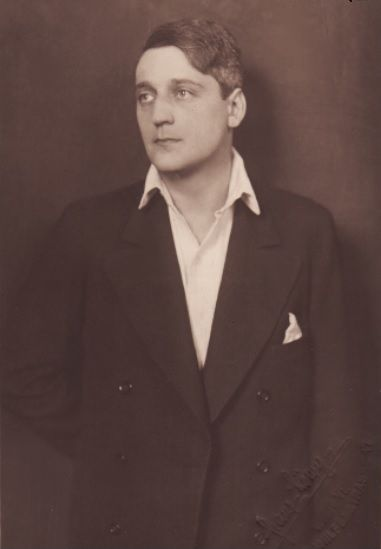
Raoul Aslan († 1958)

- 1958: Raoul Aslan, österreichisch-griechischer Schauspieler
- 1958: Wells Coates, kanadischer Architekt, Stadtplaner und Designer
- 1958: Lena Stein-Schneider, deutsche Komponistin, Lied- und Operettentexterin sowie Pianistin
- 1961: Jeff Chandler, US-amerikanischer Schauspieler
- 1962: Walter Flanigan, US-amerikanischer Footballfunktionär
- 1963: Richard Baer, deutscher SS-Offizier, Lagerkommandant des KZ Auschwitz und des KZ Mittelbau
- 1966: Johnny St. Cyr, US-amerikanischer Banjo-Spieler und Gitarrist
- 1968: A. M. Cassandre, ukrainisch-französischer Grafikdesigner und Typograf, Maler, Bühnenbildner und Lehrer
- 1970: Sammy Newsome, britischer Automobilrennfahrer
- 1971: Walter Jurmann, österreichischer Komponist
- 1972: Jóhannes Gunnarsson, römisch-katholischer Bischof und Apostolischer Vikar in Island
- 1973: Heinrich Wiepking-Jürgensmann, deutscher Landschaftsarchitekt und Hochschullehrer
- 1974: Charles Coleman, britischer Stadtkommandant
- 1974: Rabbe Enckell, finnischer Schriftsteller, Dichter und Maler
- 1974: Axel von Harnack, deutscher Bibliothekar, Historiker und Philologe
- 1975: Alfred Aufdenblatten, schweizerischer Skilangläufer
- 1976: Richard Casey, Baron Casey, australischer Politiker
- 1977: Qian Xingcun, chinesischer Literaturwissenschaftler
- 1980: Eduard Büchsel, deutscher Organist, Kantor und Kirchenmusikdirektor

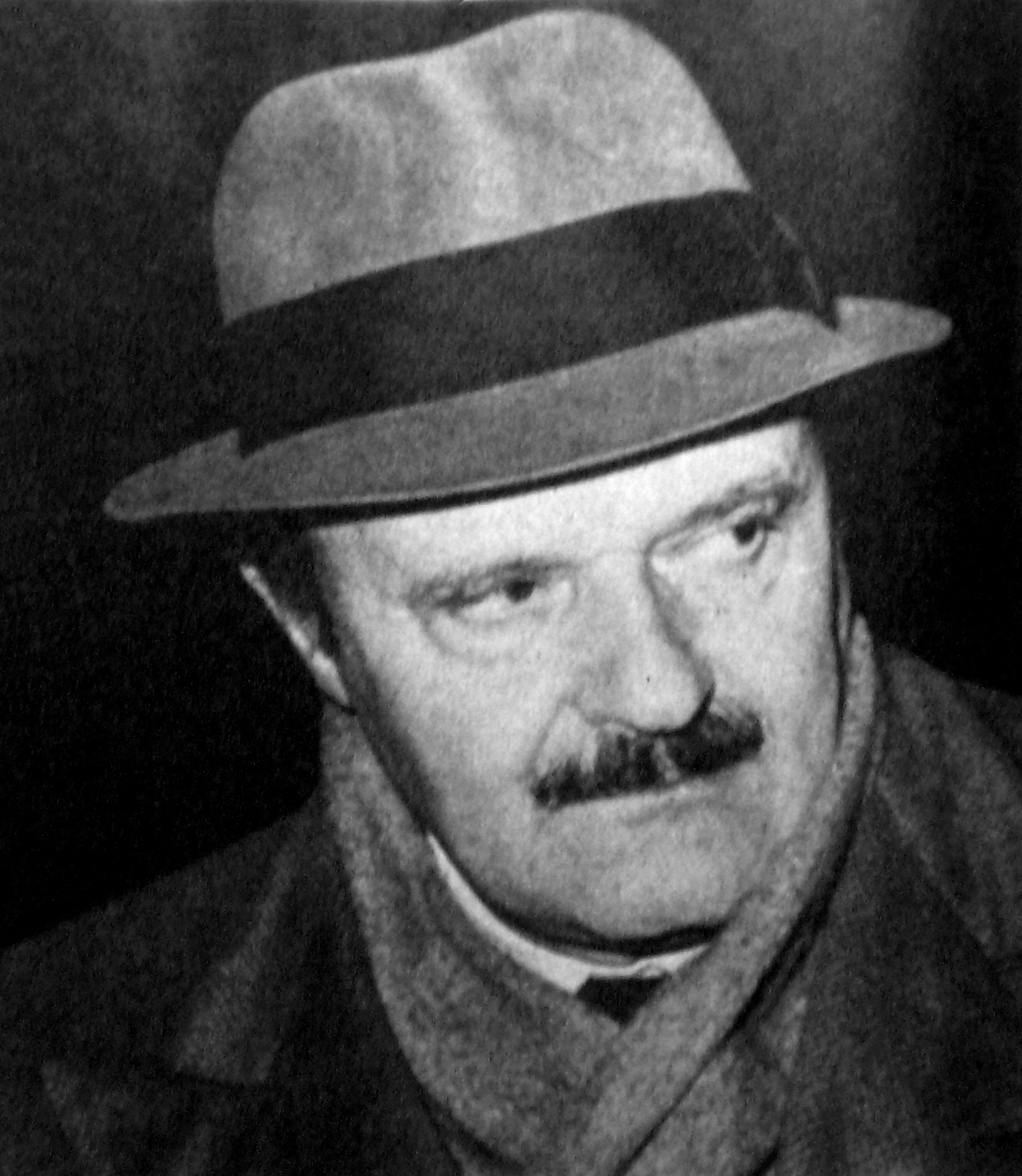
Roberto Calvi († 1982)

- 1982: Roberto Calvi, italienischer Banker
- 1982: Zdeněk Kalista, tschechischer Historiker und Dichter, Literaturkritiker, Herausgeber und Übersetzer
- 1983: Miron Białoszewski, polnischer Dichter
- 1983: Eelco van Kleffens, niederländischer Politiker
- 1983: Peter Mennin, US-amerikanischer Komponist
- 1985: Czesław Marek, polnischer Komponist
- 1986: Erna Nitter, deutsche Schauspielerin
- 1987: Simon Bon, niederländischer Ruderer
- 1987: Haruyama Yasuo, japanischer Fußballspieler
- 1991: Pierre Jamet, französischer Harfenist und Musikpädagoge
- 1992: Dewey Balfa, US-amerikanischer Cajun-Musiker
- 1994: Herbert Abel, deutscher Geograph und Museumsdirektor
- 1994: Claire Austin, US-amerikanische Blues- und Jazzsängerin
- 1994: Kurt Hessenberg, deutscher Komponist und Professor für Komposition
- 1996: Gizella Farkas, ungarische Tischtennisspielerin, dreifache Weltmeisterin
- 1996: Thomas S. Kuhn, US-amerikanischer Physiker, Wissenschaftstheoretiker und -historiker
- 1996: Reinhard Lettau, deutsch-US-amerikanischer Schriftsteller
- 1998: John Carberry, US-amerikanischer Geistlicher, Erzbischof von Saint Louis
- 1998: Joachim Nottke, deutscher Autor, Schauspieler und Synchronsprecher
- 1999: Horst Niendorf, deutscher Schauspieler und Synchronsprecher
- 2000: Antonius Höckelmann, deutscher Künstler

### 21. Jahrhundert
- 2002: Fritz Walter, deutscher Fußballspieler, Weltmeister
- 2003: Christine Harbort, deutsche Schauspielerin und Regisseurin
- 2003: Christian Morgenstern, deutscher DJ und Musikproduzent
- 2004: Siegfried Künkele, deutscher Jurist und Botaniker
- 2004: Jacek Kuroń, polnischer Bürgerrechtler, Publizist, Historiker und Politiker, Minister
- 2007: Claude Bridel, Schweizer Geistlicher und Hochschullehrer

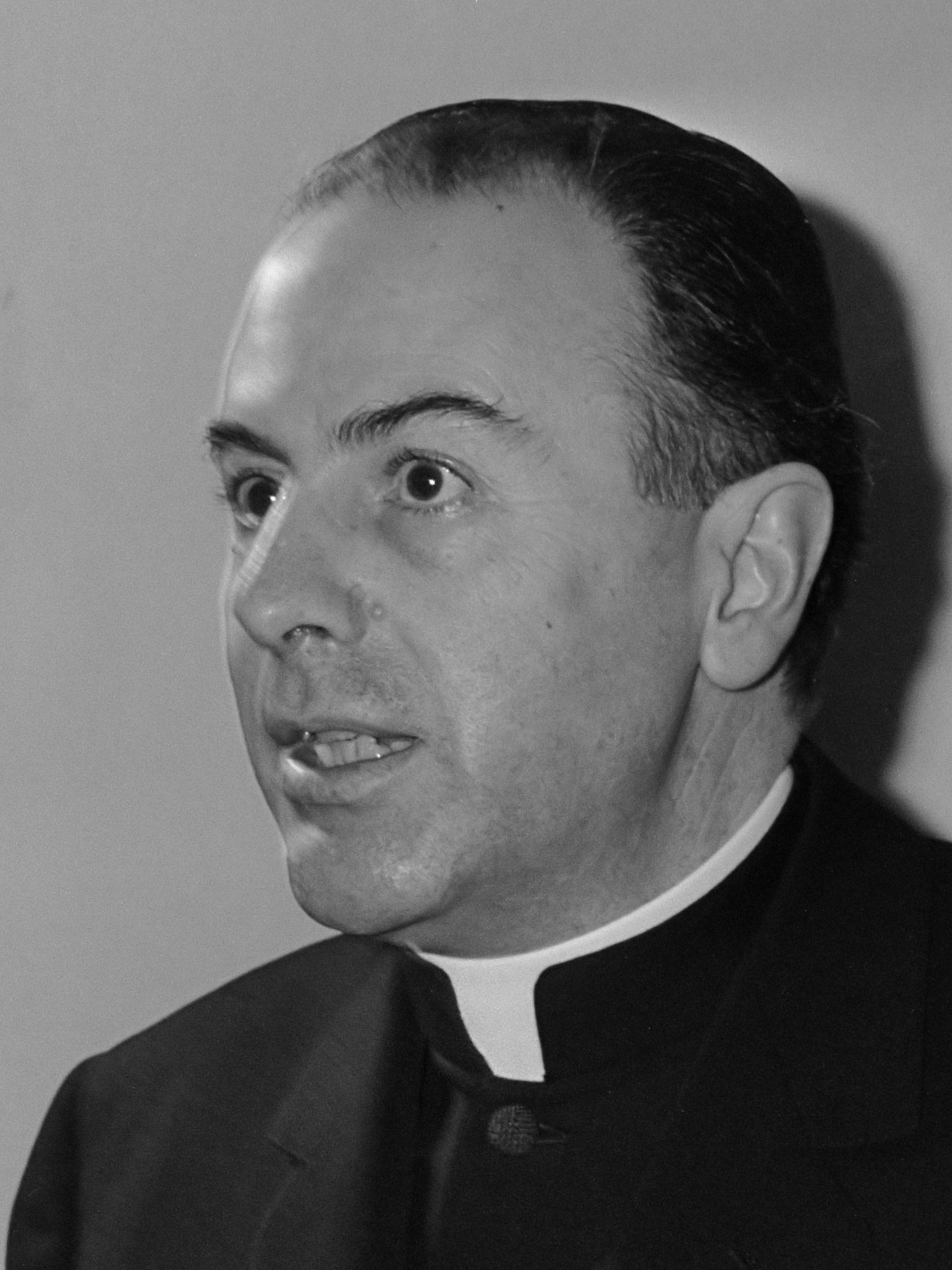
Angelo Felici († 2007)

- 2007: Angelo Felici, italienischer Geistlicher, Apostolischer Nuntius, Kardinal
- 2007: Gianfranco Ferré, italienischer Modedesigner und Unternehmer
- 2008: Henry Chadwick, britischer Theologe und Kirchenhistoriker
- 2008: Cyd Charisse, US-amerikanische Tänzerin und Filmschauspielerin
- 2008: Tsutomu Miyazaki, japanischer Serienmörder
- 2009: Ralf Dahrendorf, deutsch-britischer Soziologe, Politiker und Publizist
- 2010: Hans Dichand, österreichischer Journalist und Herausgeber
- 2012: Rodney King, US-amerikanisches Opfer von Polizeigewalt
- 2012: Walo Lüönd, Schweizer Schauspieler

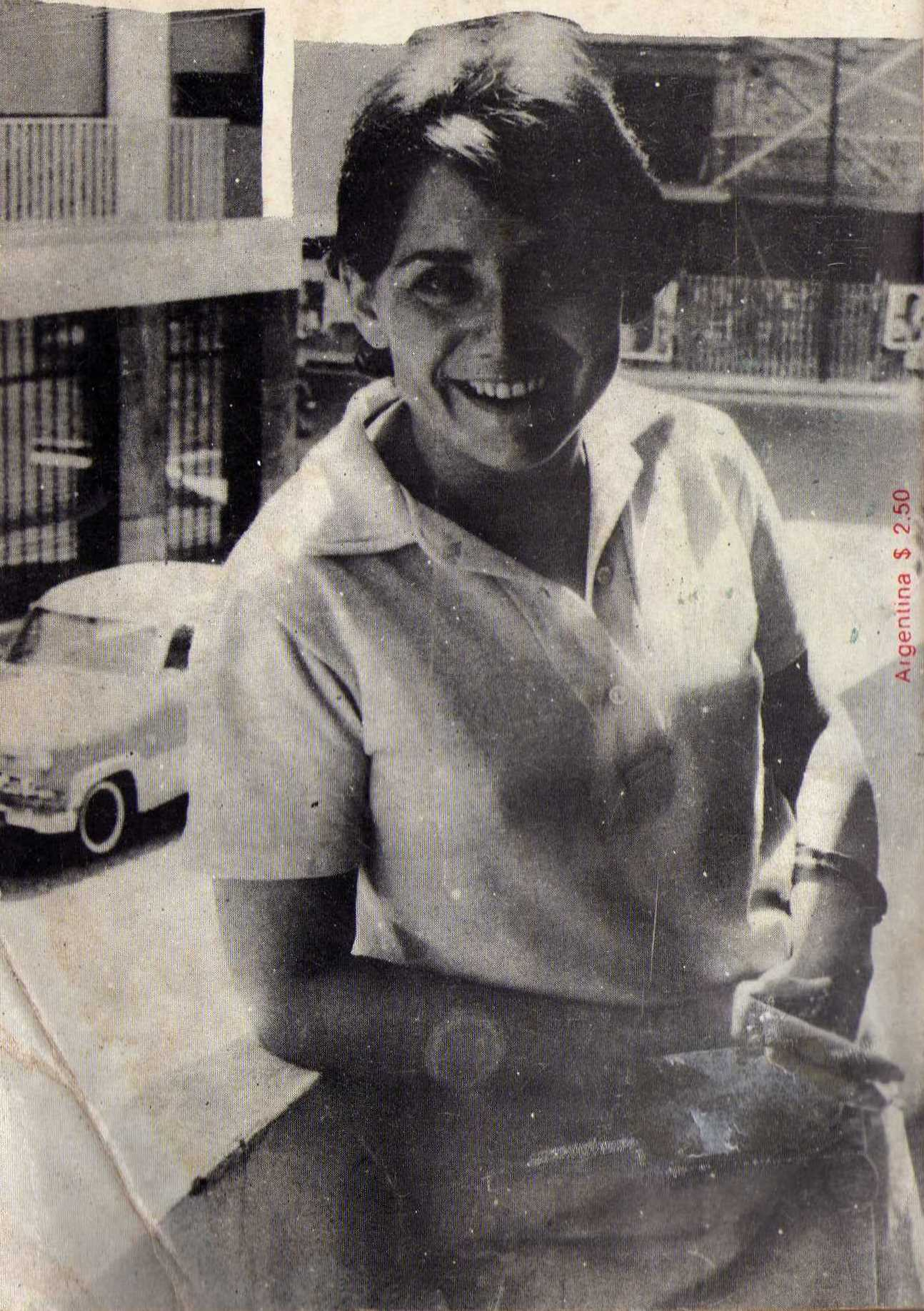
Alicia Steimberg († 2012)

- 2012: Alicia Steimberg, argentinische Schriftstellerin
- 2012: Susan Tyrrell, US-amerikanische Schauspielerin
- 2013: Mychajlo Horyn, ukrainischer Menschenrechtsaktivist, Dissident und Politiker
- 2013: Eberhard Weis, deutscher Historiker
- 2014: Wolfram Dorn, deutscher Politiker, MdL, MdB, Parlamentarischer Staatssekretär
- 2014: Rudolf Kicken, deutscher Fotogalerist
- 2015: Ron Clarke, australischer Leichtathlet

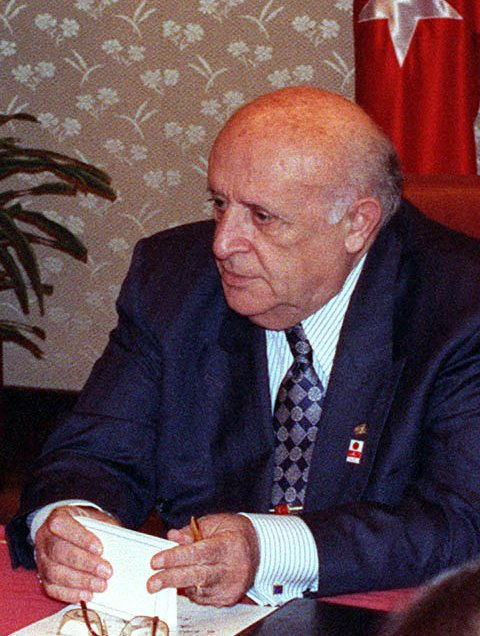
Süleyman Demirel († 2015)

- 2015: Süleyman Demirel, türkischer Politiker, mehrfacher Ministerpräsident, Staatspräsident
- 2016: Birgit Sewekow, deutsche Malerin, Grafikerin und Bildhauerin
- 2016: Garret Wellesley, 7. Earl Cowley, britischer Peer und Politiker
- 2017: Józef Grudzień, polnischer Boxer, Olympiasieger
- 2017: Maurice Matieu, französischer Kunstmaler und Buchautor
- 2018: Thilo Ramm, deutscher Rechtswissenschaftler
- 2018: David Selberg, schwedischer Eishockeyspieler
- 2019: Knut Andersen, norwegischer Filmregisseur, Drehbuchautor, Schauspieler und Filmeditor
- 2019: Mohammed Mursi, ägyptischer Politiker und Materialwissenschaftler, Staatspräsident
- 2019: Gloria Laura Vanderbilt, US-amerikanische Künstlerin
- 2020: Willie Thorne, englischer Snookerspieler
- 2021: Ulrich Bremi, Schweizer Unternehmer und Politiker
- 2021: Kenneth Kaunda, sambischer Politiker, erster Premierminister und Staatspräsident
- 2021: Teddy Parker, deutscher Sänger und Rundfunkmoderator
- 2021: Juha Siira, finnischer Regattasegler
- 2022: Jean-Louis Trintignant, französischer Schauspieler
- 2023: Sri Adiningsih, indonesische Wirtschaftswissenschaftlerin

## Feier- und Gedenktage
- Kirchliche Gedenktage
  - August Hermann Werner, deutscher Arzt (evangelisch)
  - Hl. Rainer von Pisa, italienischer Einsiedler und Schutzpatron (katholisch)
- Namenstage
  - Adolf, Rainer
- Staatliche Feier- und Gedenktage
  - Deutschland: „Tag der Deutschen Einheit“, gesetzlicher Feiertag in der Bundesrepublik Deutschland von 1954 bis 1990, Jahrestag des Aufstands vom 17. Juni 1953 in der damaligen Deutschen Demokratischen Republik. Erstmals 1954 wenige Wochen nach der Souveränitätserklärung der Sowjetunion für die DDR begangen.
  - Island: Selbstständigkeit von Dänemark (1944)

Weitere Einträge enthält die Liste von Gedenk- und Aktionstagen.